# Алтайский Северный горно-таёжный № 77
Алтайский Северный горно-таёжный № 77 — туристский маршрут 3-й категории сложности. Продолжительность маршрута 19 дней. Пешая часть 180 км. На маршруте предусмотрены три днёвки.
«Алтайский Северный горно-таёжный» разработан на основе классической ветки Всесоюзного Туристского Маршрута № 77 (он же Алтайский горно-таежный № 77, он же Горноалтайский № 77). Маршрут проходит по самым диким и красивым местам Горного Алтая.

## История

### Всесоюзные и региональные плановые туристские маршруты в СССР
Всесоюзные маршруты выпускал Центральный совет по туризму и экскурсиям.
Местные маршруты организовывали республиканские, краевые и областные советы по туризму и экскурсиям.
Всесоюзные и местные маршруты были пронумерованы и публиковались в специальных сборниках и брошюрах. Всесоюзным туристским маршрутам присваивались номера до 100. Номера местных маршрутов начинались со 101 номера. Существовала традиция переводить получившие большую популярность местные маршруты в ранг всесоюзных. Путёвки на плановые маршруты можно было приобрести через профсоюзы или сеть экскурсионных бюро

### Туристский маршрут № 77

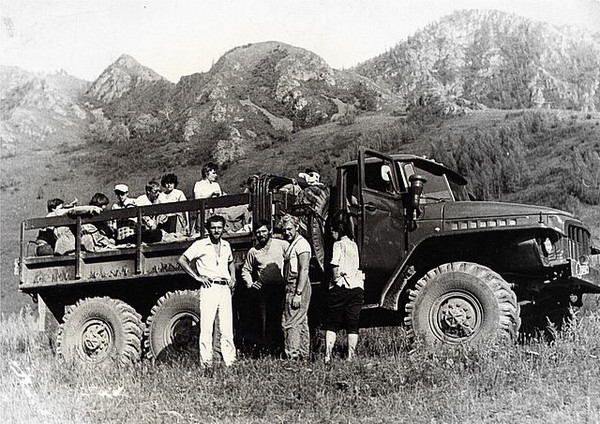
Заброска на 77 маршрут. 1981 год.

Туристский маршрут № 77 был самым сложным плановым маршрутом в СССР и в то же время легендарным пешеходным маршрутом Горного Алтая. Первая группа прошла маршрут по классической ветке в 1956 году. Легендарный пеше-водный маршрут 3 категории сложности просуществовал 33 года. 77 маршрут начинался и заканчивался в Бийске на туркомплексе «Алтай». Каждые два дня на маршрут выходила группа 10 — 20 человек. На ГАЗ 66 или на Урале группа забрасывалась в п. Эдиган.

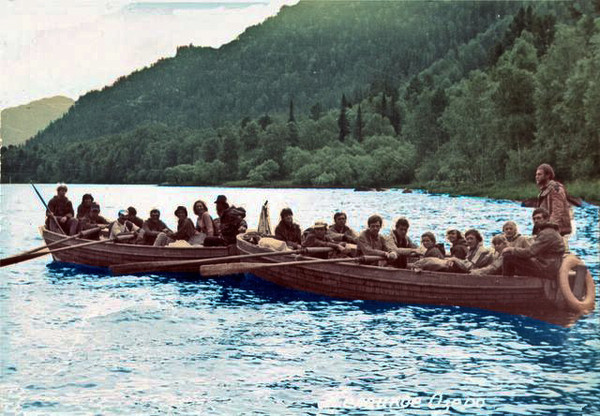
Морские ялы на 77 маршруте. 25 июля 1980 года. Каменный залив. Телецкое озеро.

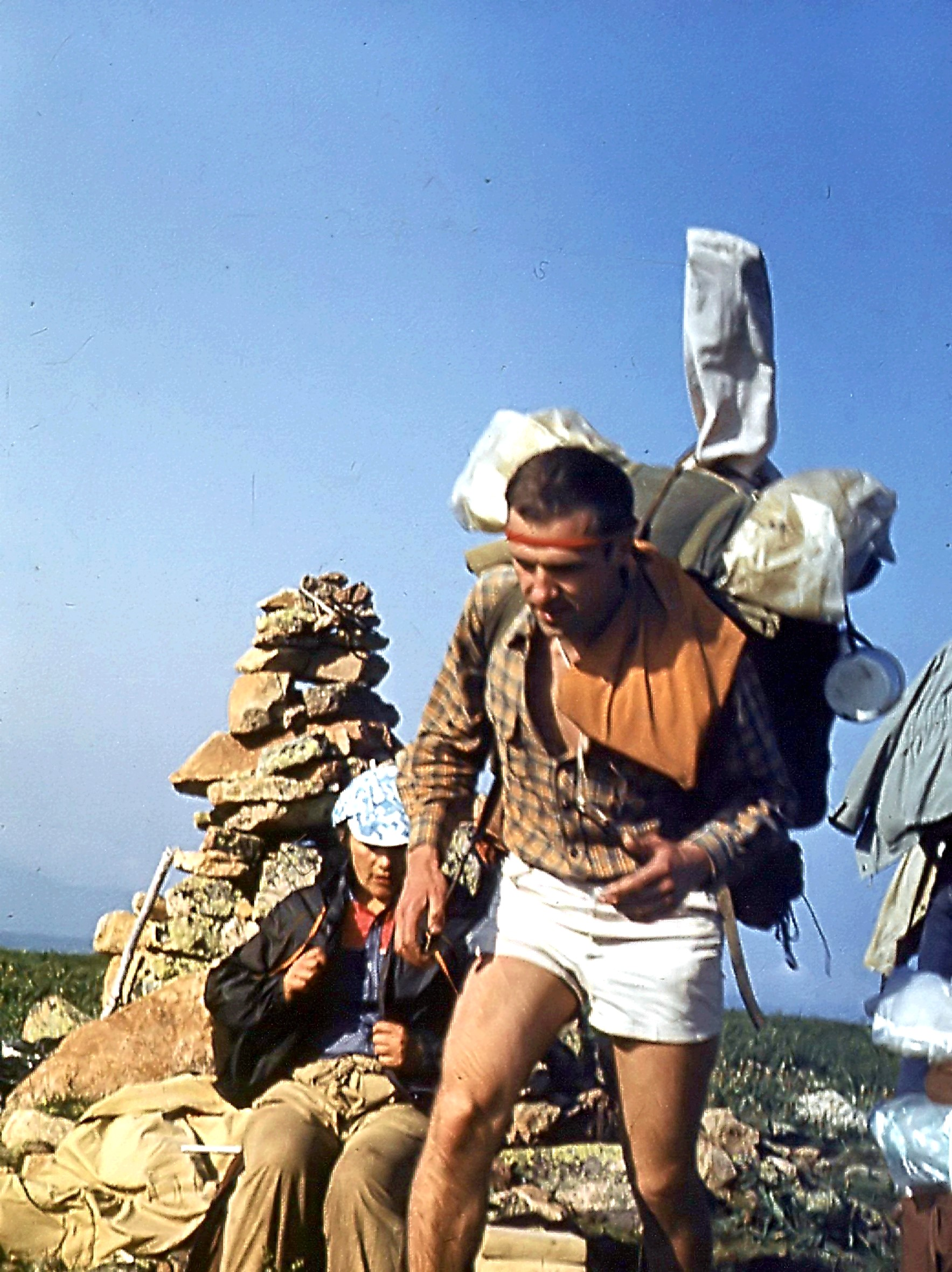
Перевал Таман-Ёл. 1983 год.

Пешая часть маршрута проходила от п. Эдиган на реке Катунь до мыса Кырсай на Телецком озере (210км). Золотое озеро Телецкое проходили за три дня на морских ялах под парусом и на вёслах. Позже, — без парусов, а потом и без ялов (на Бризе, Якове Баляеве или Пионере Алтая). Продолжительность маршрута составляла 22 дня. С началом перестройки этот маршрут был закрыт.

## [3]Описание маршрута Алтайский Северный горно-таёжный №77
Барнаул — Бийск — Горно-Алтайск — п. Чемал — река Катунь — с. Эдиган — Иваново озеро в урочище Чевошь — озеро Уй-Мень — Форелевые озёра урочища Уй-Кара-Таш — Золотое озеро Телецкое — Барнаул.
Активная часть маршрута начинается на реке КАТУНЬ и заканчивается на ЗОЛОТОМ ОЗЕРЕ (ТЕЛЕЦКОМ).
На маршруте 7 перевалов, 2 вершины высотой до 2500 м. и более 30 горных озёр.
За годы работы на 77 маршруте найдены новые уникальные места и нетронутые тропы, делающие его современным и, несомненно, лучшим активным маршрутом Горного Алтая.
Чем отличается современный 77-й от классического 77-го?..
На классике: — пешая часть 10 дней + 1 днёвка в 4-х км от ближайшего озёра.
На современном 77-м: — пешая часть 12 дней + 3 днёвки на берегах заповедных и красивейших озёр Горного Алтая; — на днёвках можно половить форель и хариуса на спиннинг в горных озёрах.

### Ветка маршрута
77 маршрут на Яндекс картах.

### Высота перевалов

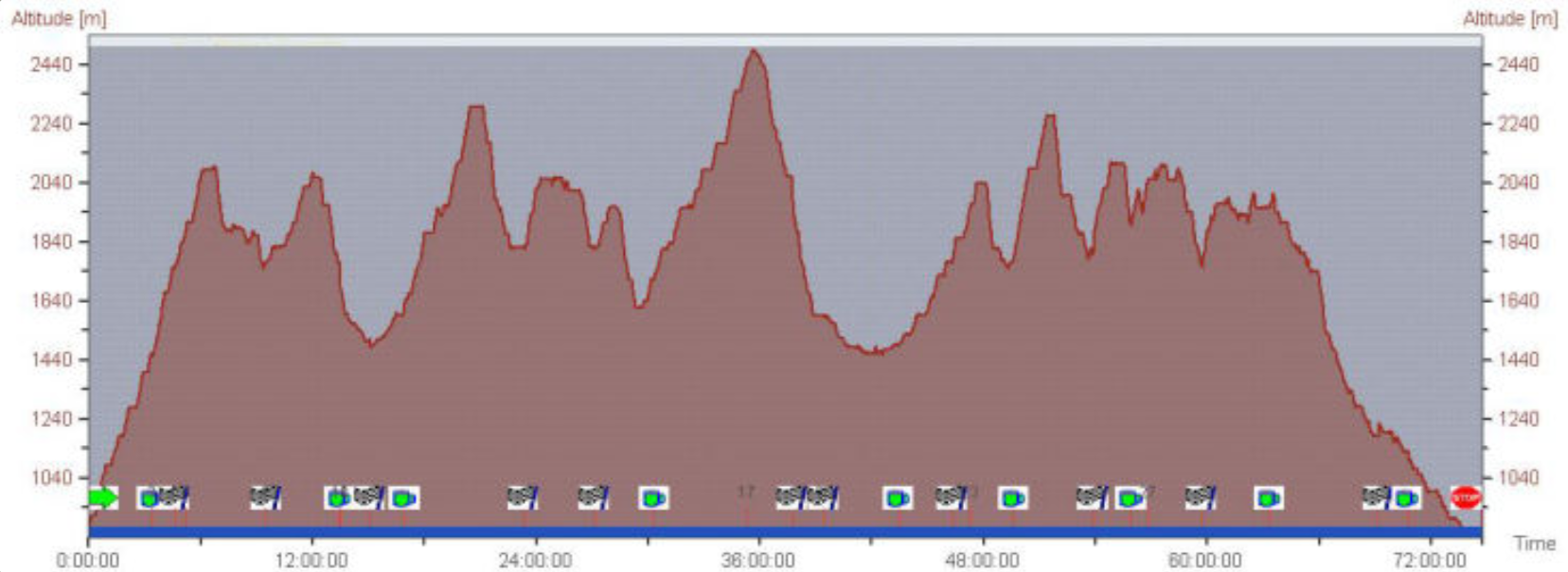
Высоты туристского маршрута Алтайский Северный горно-таёжный №77

## График прохождения маршрута
1 день. Переезд от г.Барнаул до посёлка Эдиган на реке Катунь. (391 км).

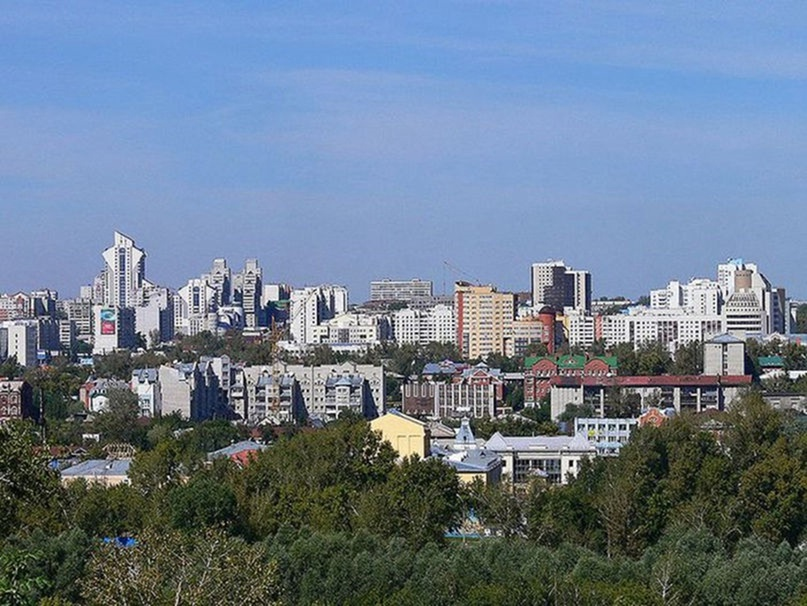
Город Барнаул
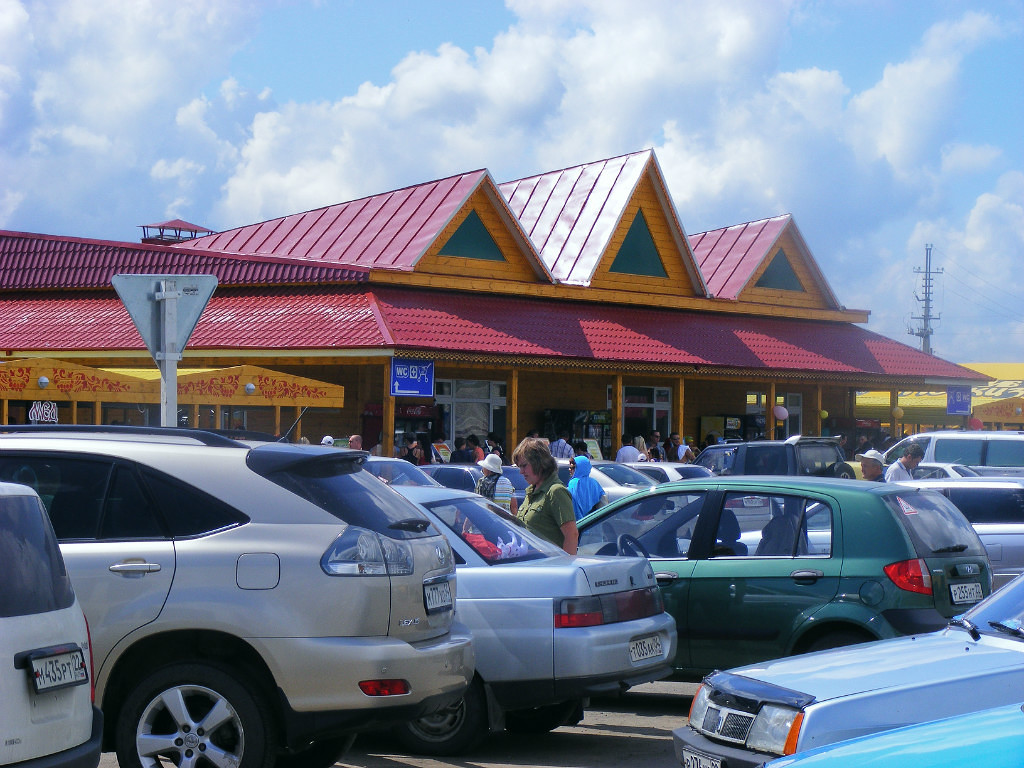
Село Сростки. Пироги и Родина В.М.Шукшина.

2 день. Начало пешей части. Посёлок Эдиган, - Кызыл-Гак (Красная Поляна). 12 км..

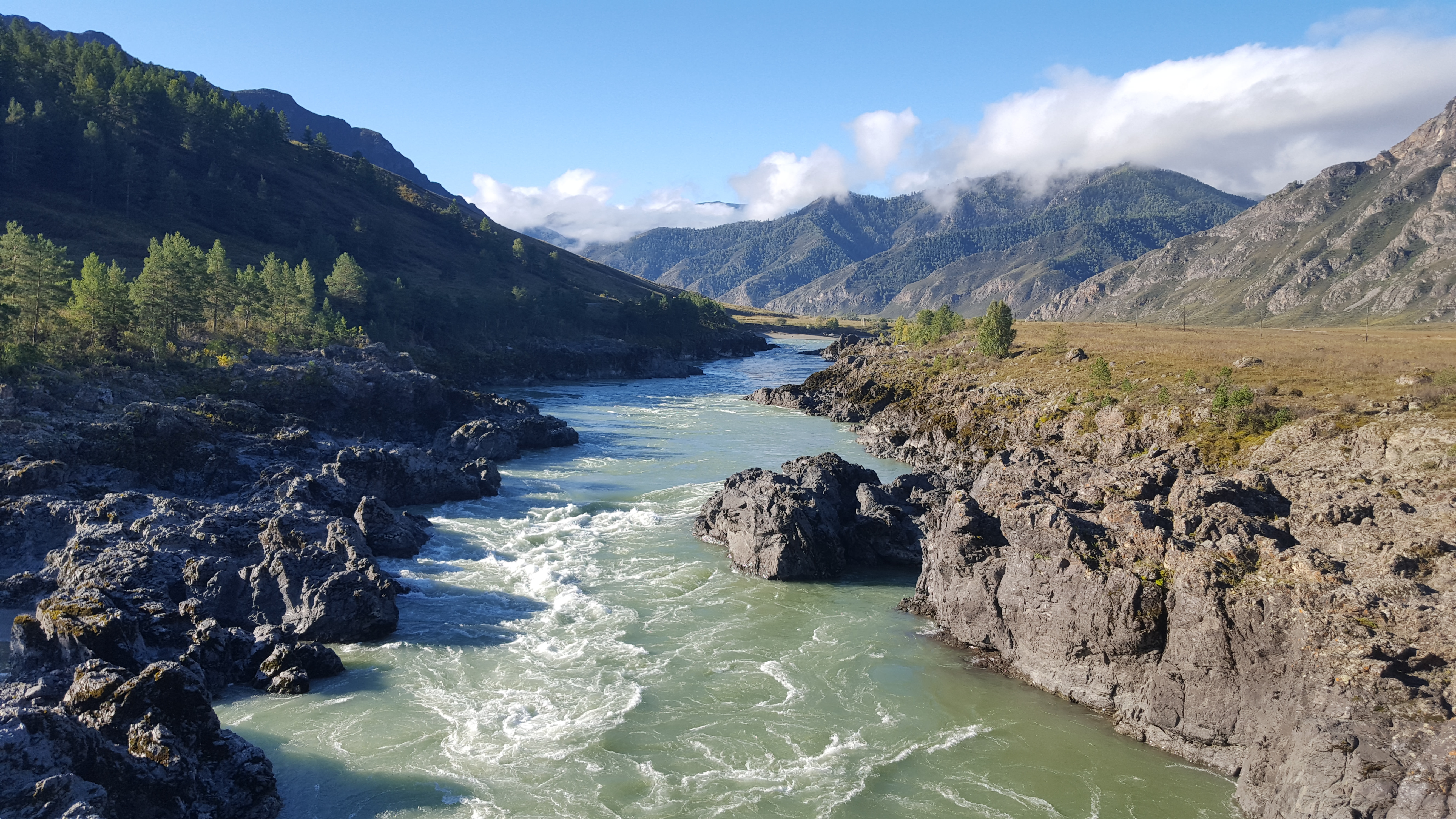
Маршрут 77. Горный Алтай. Река Катунь.
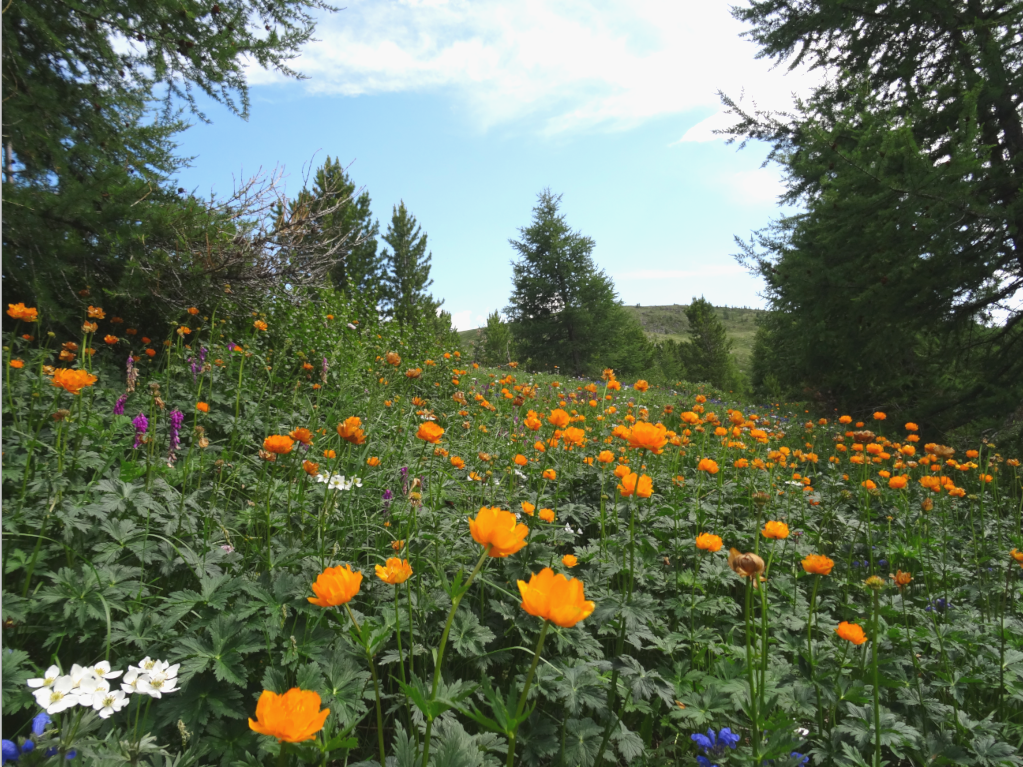
Кызыл-Гак (Красная поляна). Вечер первого дня.

3 день. Кызыл-Гак - Тогус-Кёль (Долина Девяти Озёр). 15км.

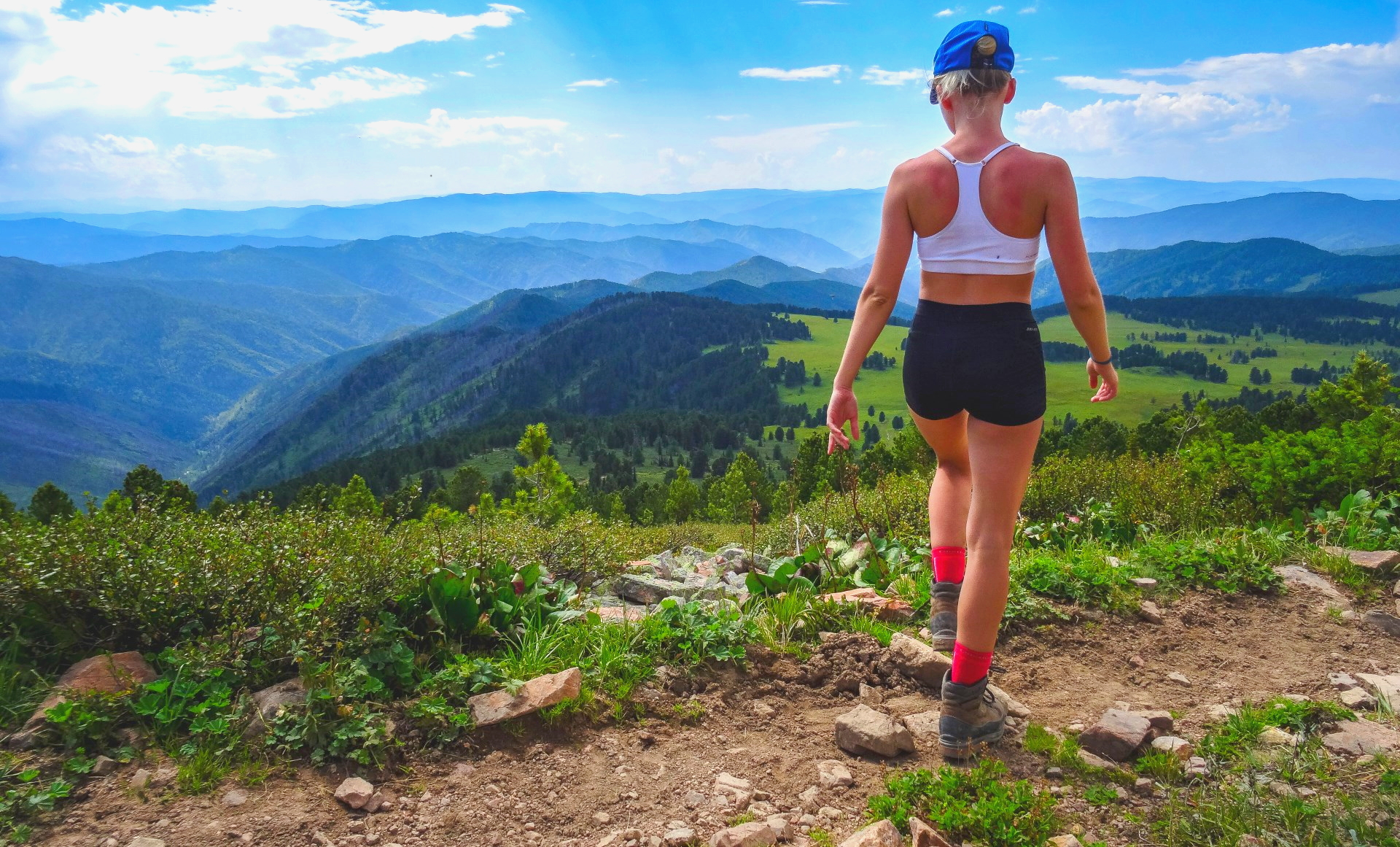
Перевал Таман-Ёл. Маршрут 77. Горный Алтай.
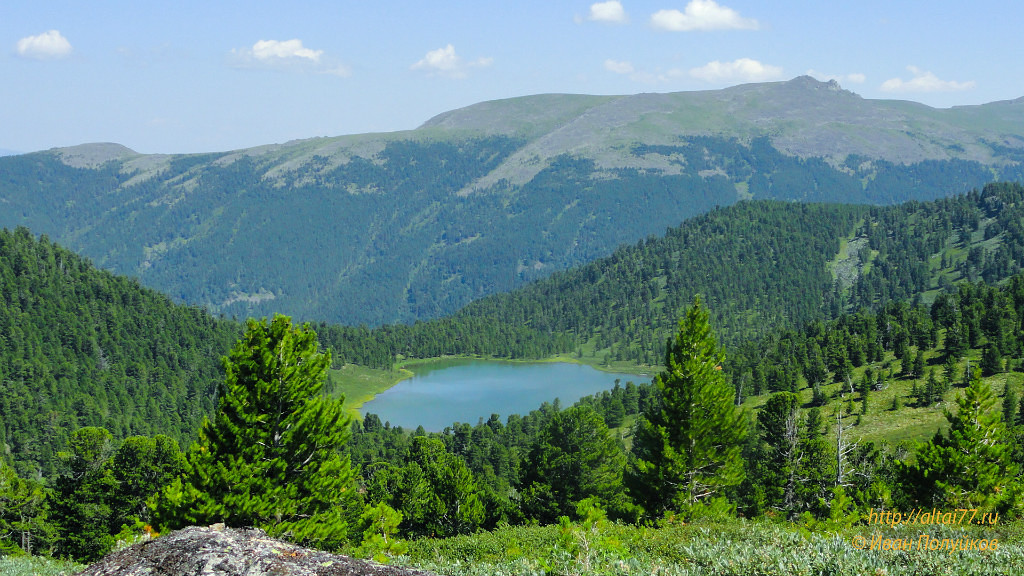
Маршрут 77. Горный Алтай. Тогус-Кёль (Девять озёр).

4 день. Долина Девяти Озёр — р. Ижима. 18 км.

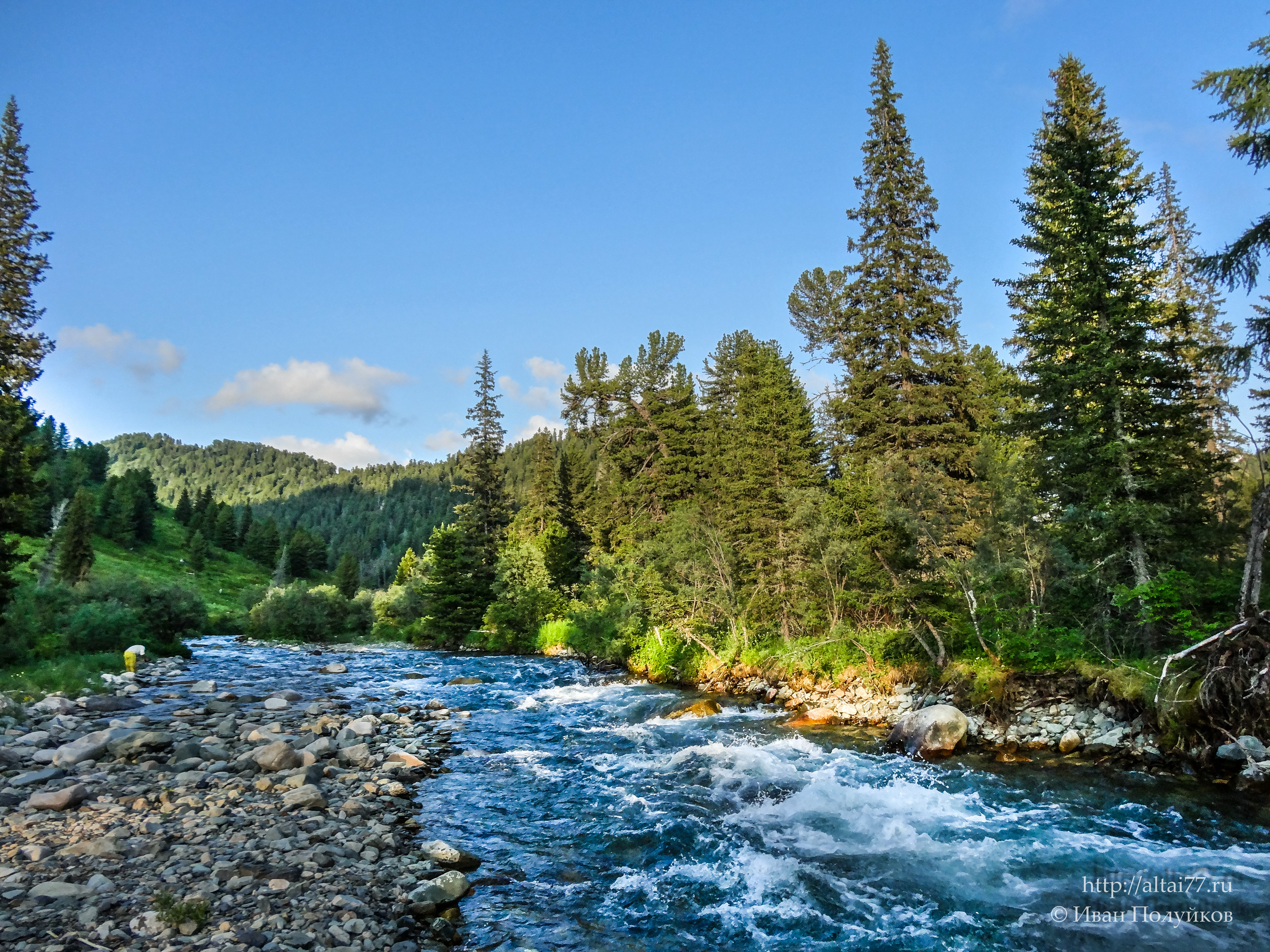
Маршрут 77. Горный Алтай. Река Ижима.
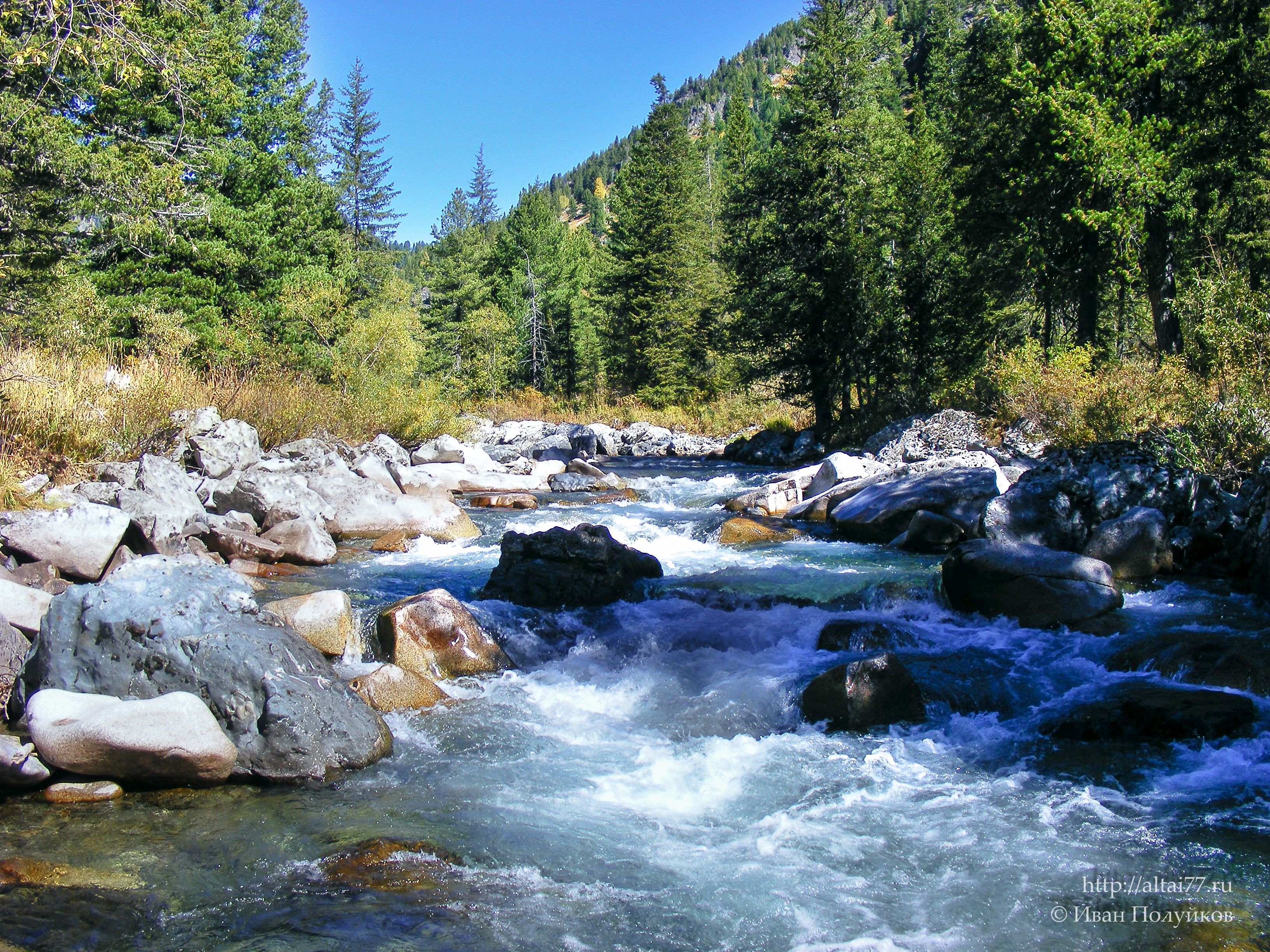
Маршрут 77. Горный Алтай. Река Самульта.

5 день. р. Ижима — вершина Маяк — Иваново Озеро.в урочище Чевошь 18 км

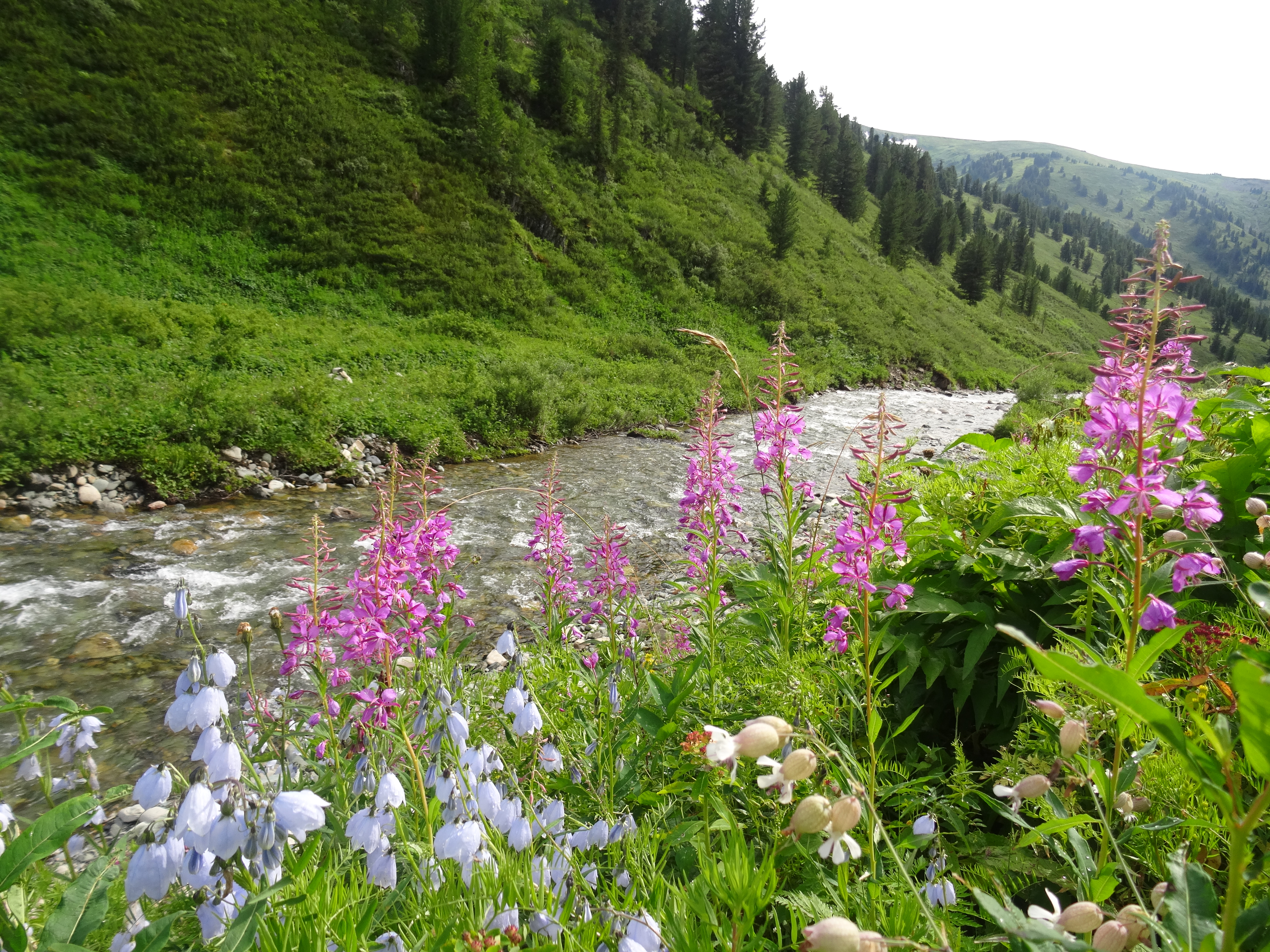
Маршрут 77. Горный Алтай. Река Богустал.
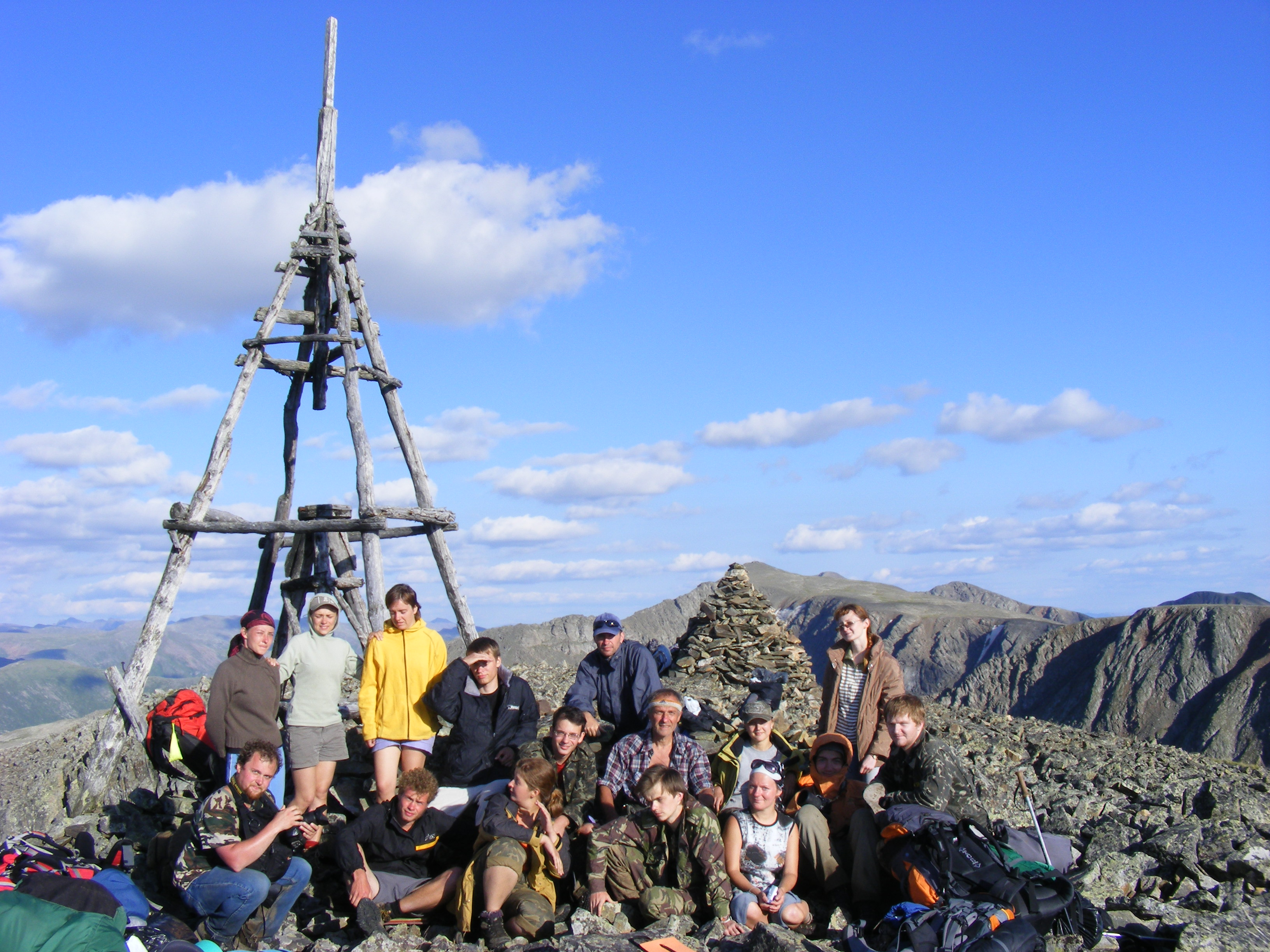
Маршрут 77. Горный Алтай. Чевошь. Вершина Маяк.

6 день. Днёвка. Иваново Озеро.в урочище Чевошь.

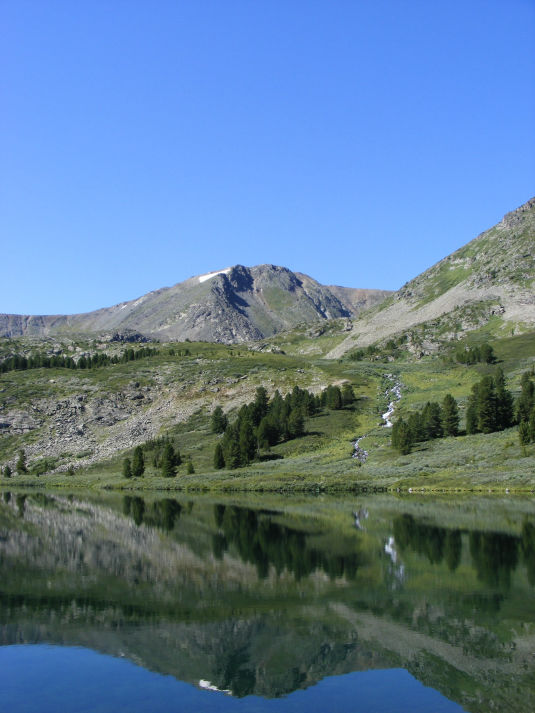
Маршрут 77. Горный Алтай. Иваново озеро в урочище Чевошь.
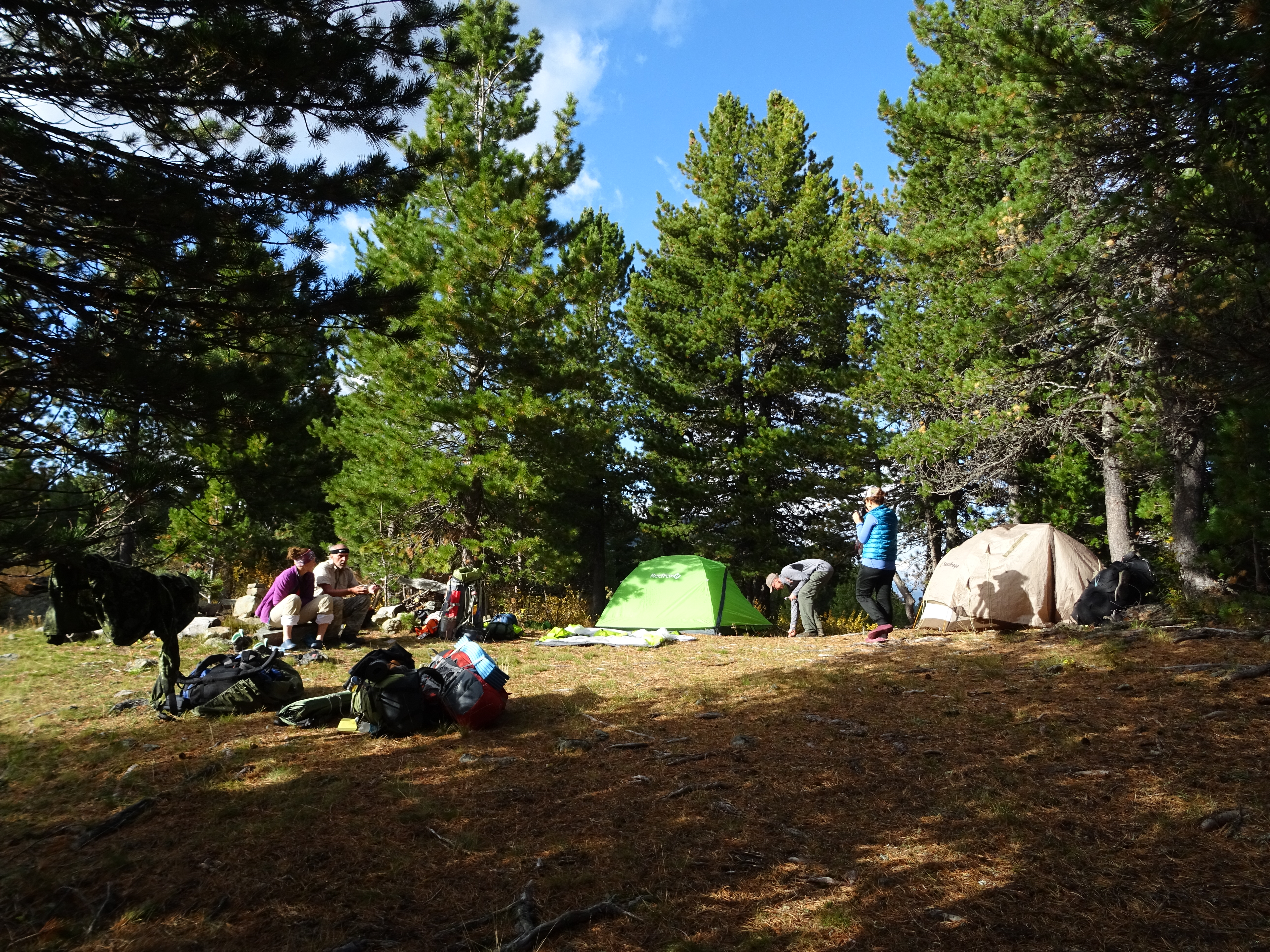
Маршрут 77. Горный Алтай.  Иваново озеро. Днёвка.
Походные костры. Маршрут 77. Горный Алтай.

7 день. Иваново Озеро — урочище Чевошь. 15 км.

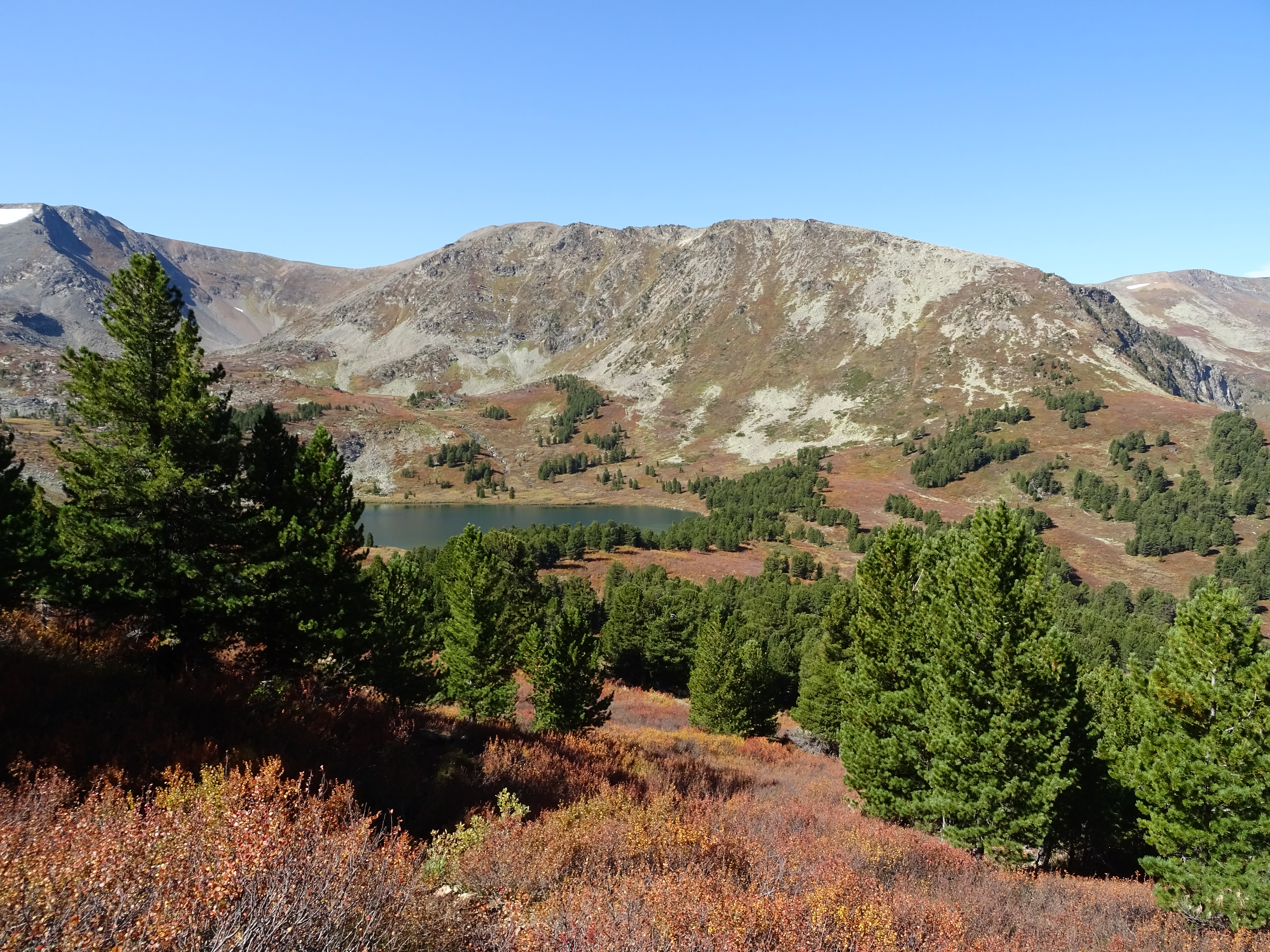
Маршрут 77. Горный Алтай. Урочище Чевошь. Иваново озеро.
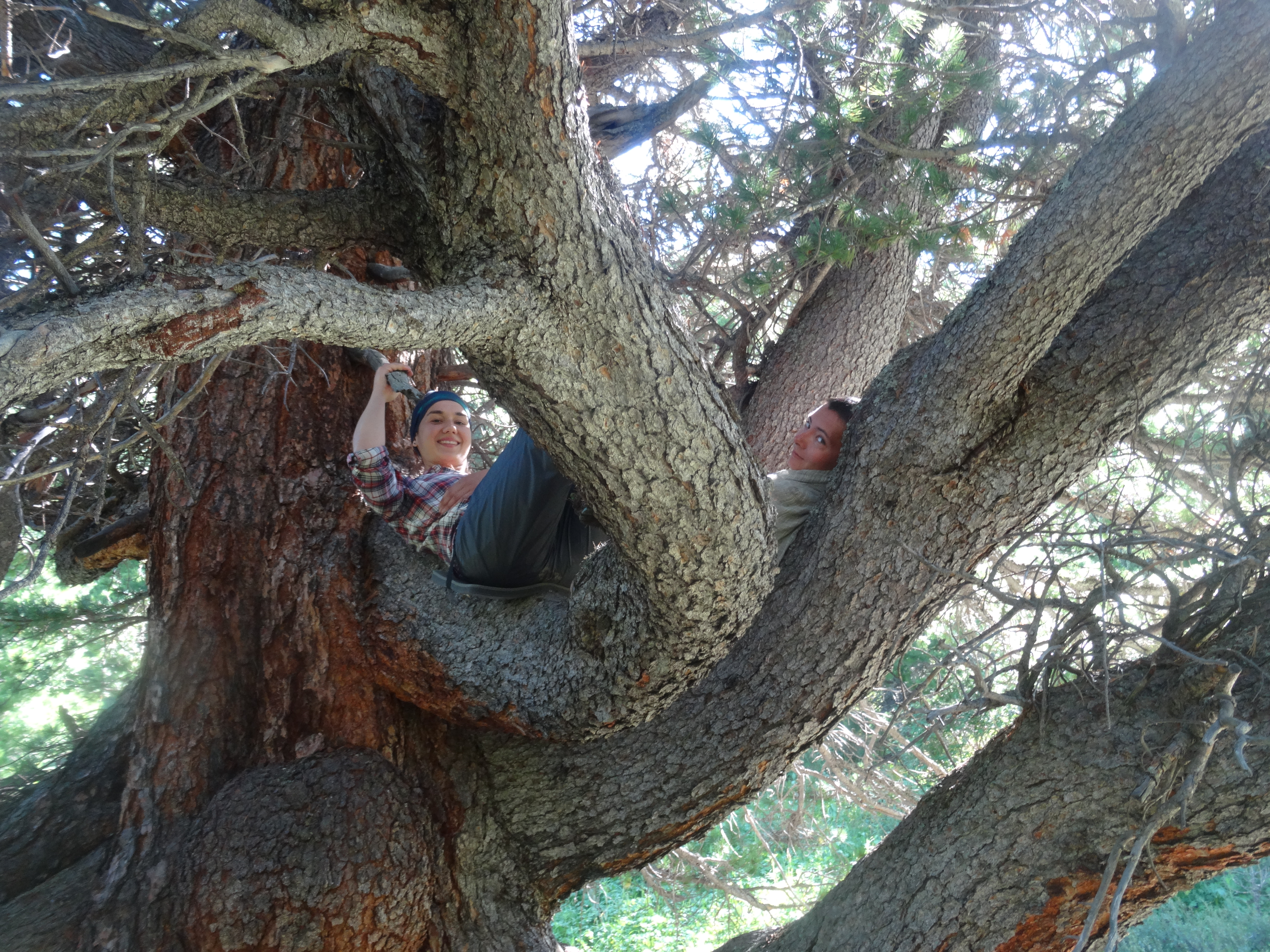
Маршрут 77. Горный Алтай. Кедры в урочище Чевошь.
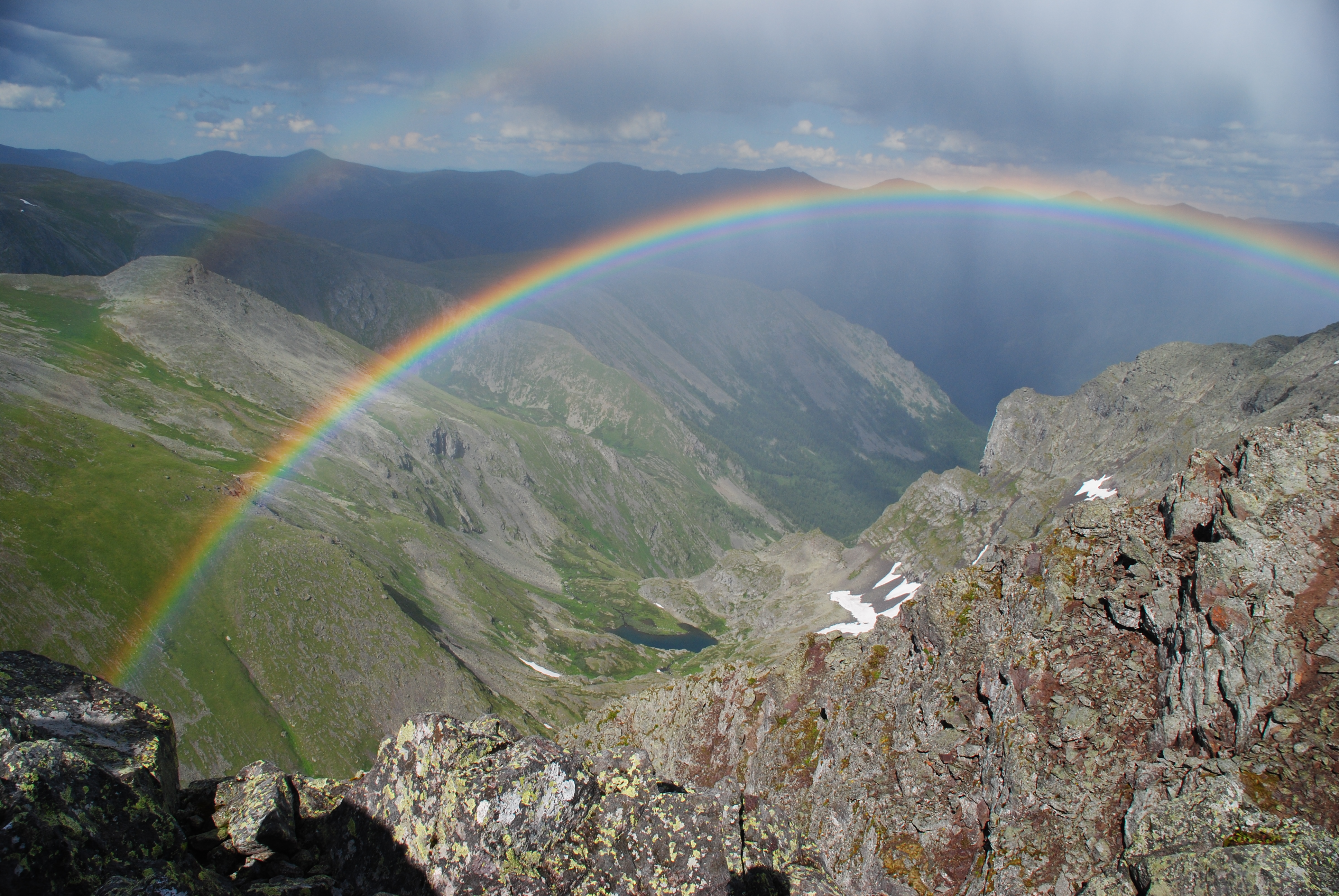
Маршрут 77. Горный Алтай. Вершина Уй-Мень.

8 день. Урочище Чевошь — озеро Уймень. 18 км.

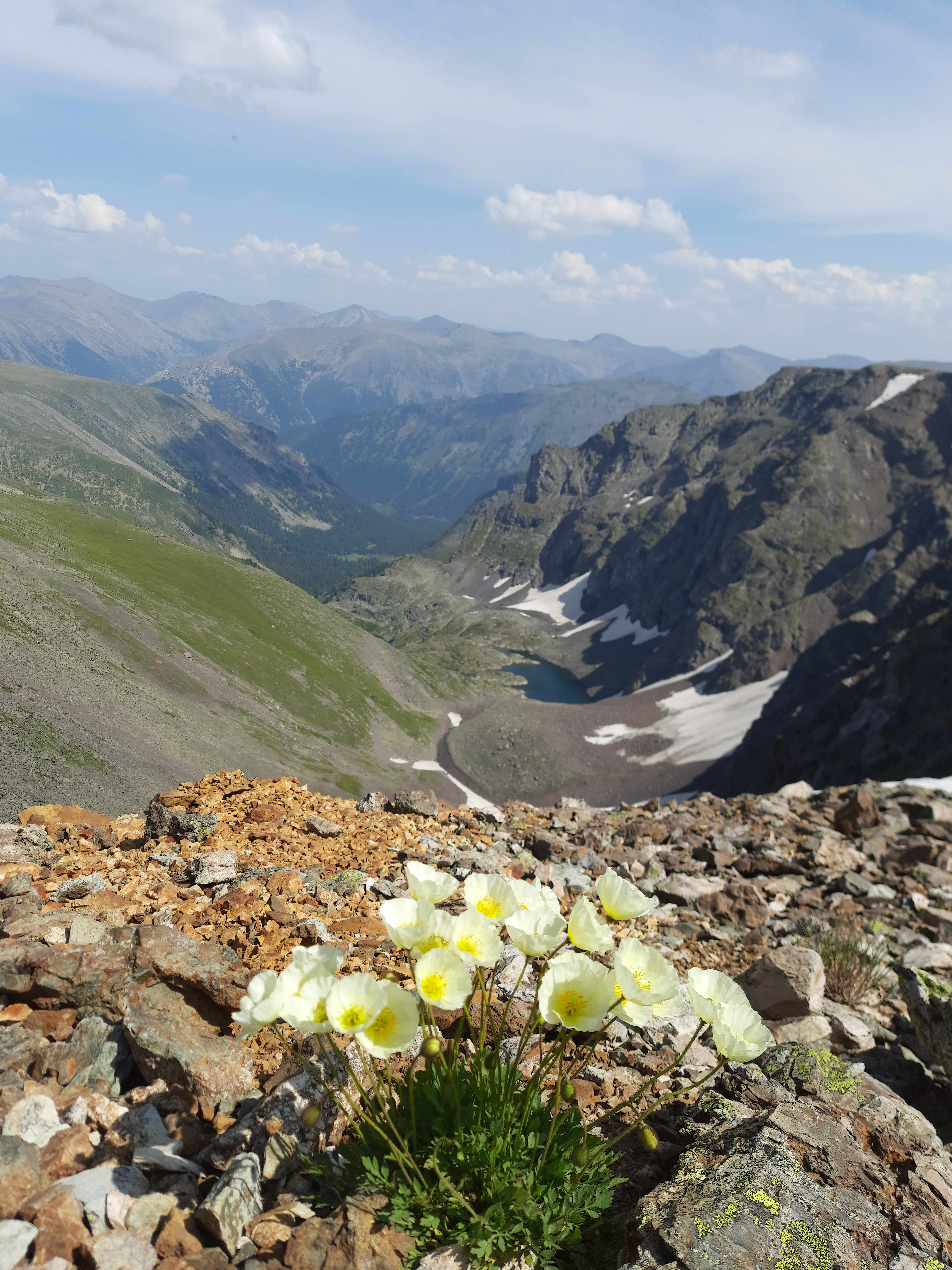
Вершина Уй-Мень. Маршрут 77. Горный Алтай.
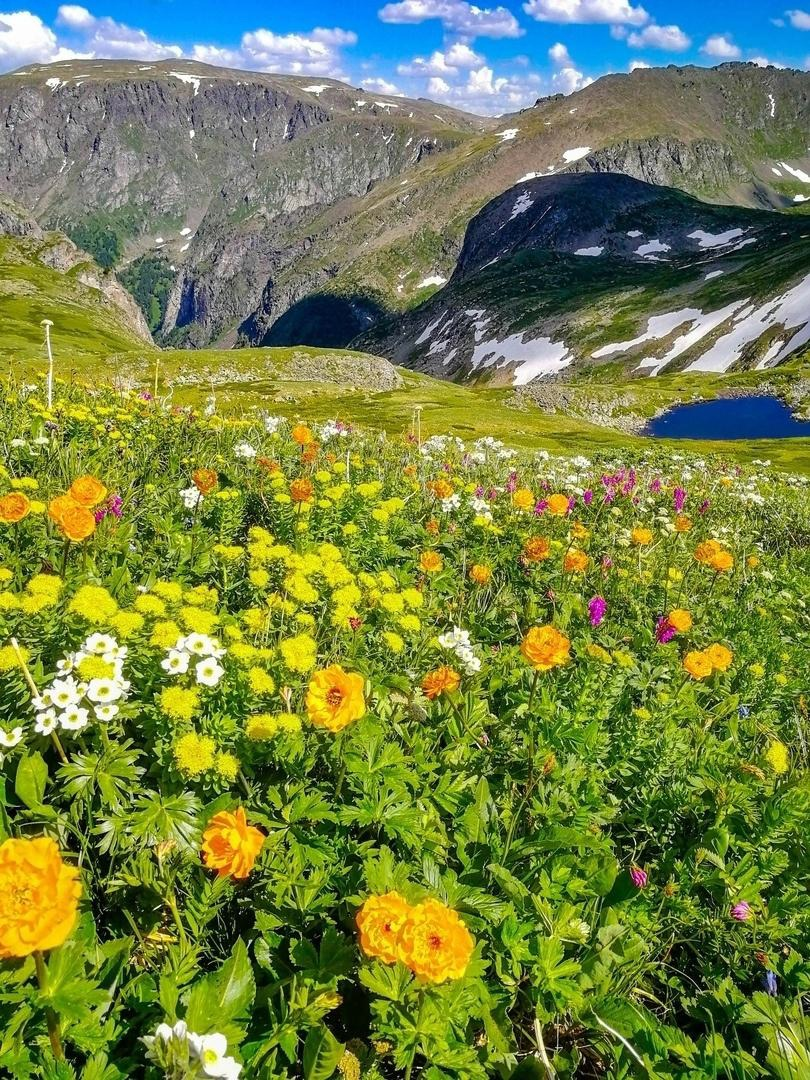
Маршрут 77. Горный Алтай. Перевал Уй-Мень.
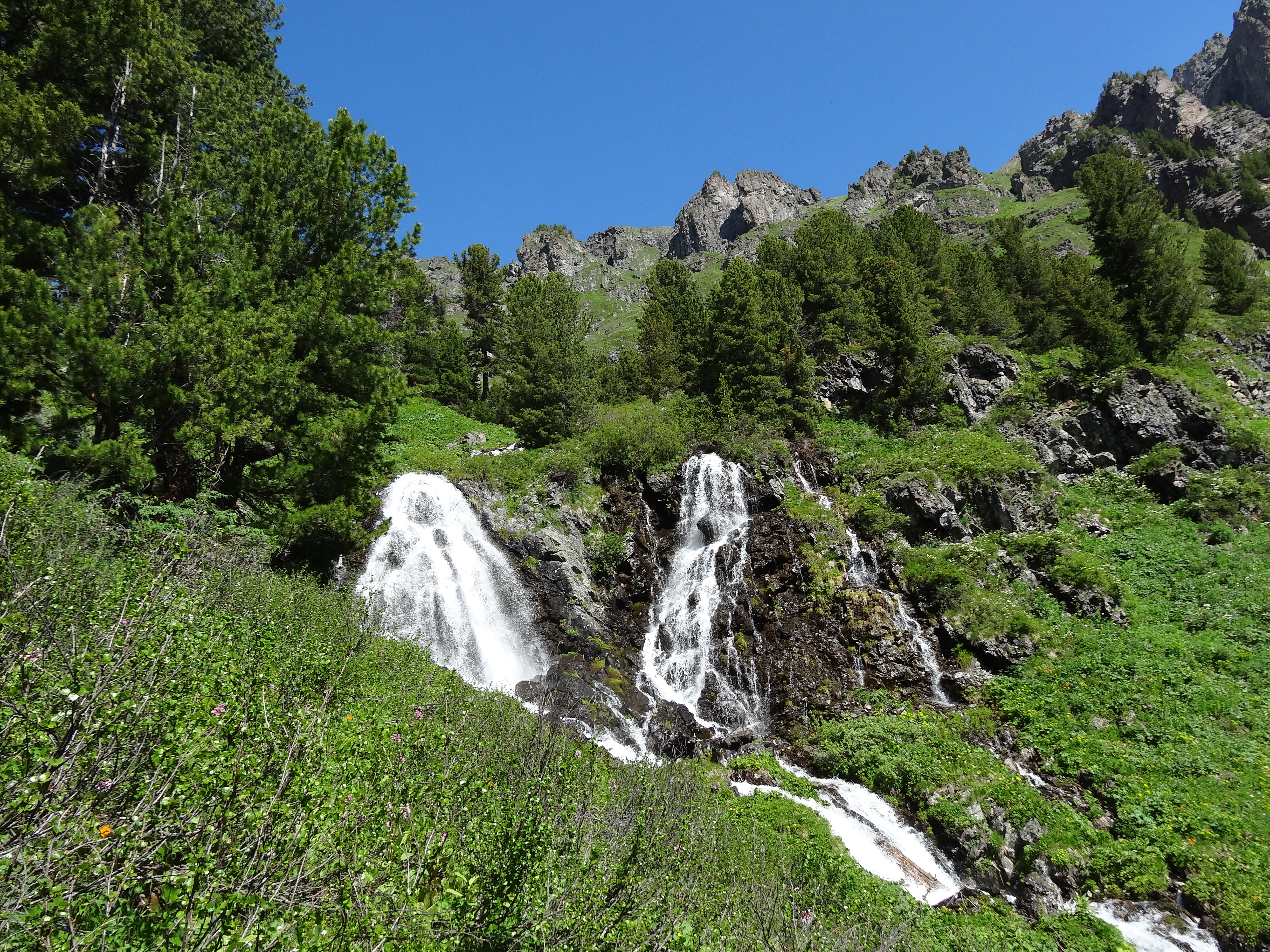
Водопады Уй-Мени. Маршрут 77. Горный Алтай.

9 день. Днёвка. Озеро Уй-Мень. Можно отдохнуть половить хариуса.

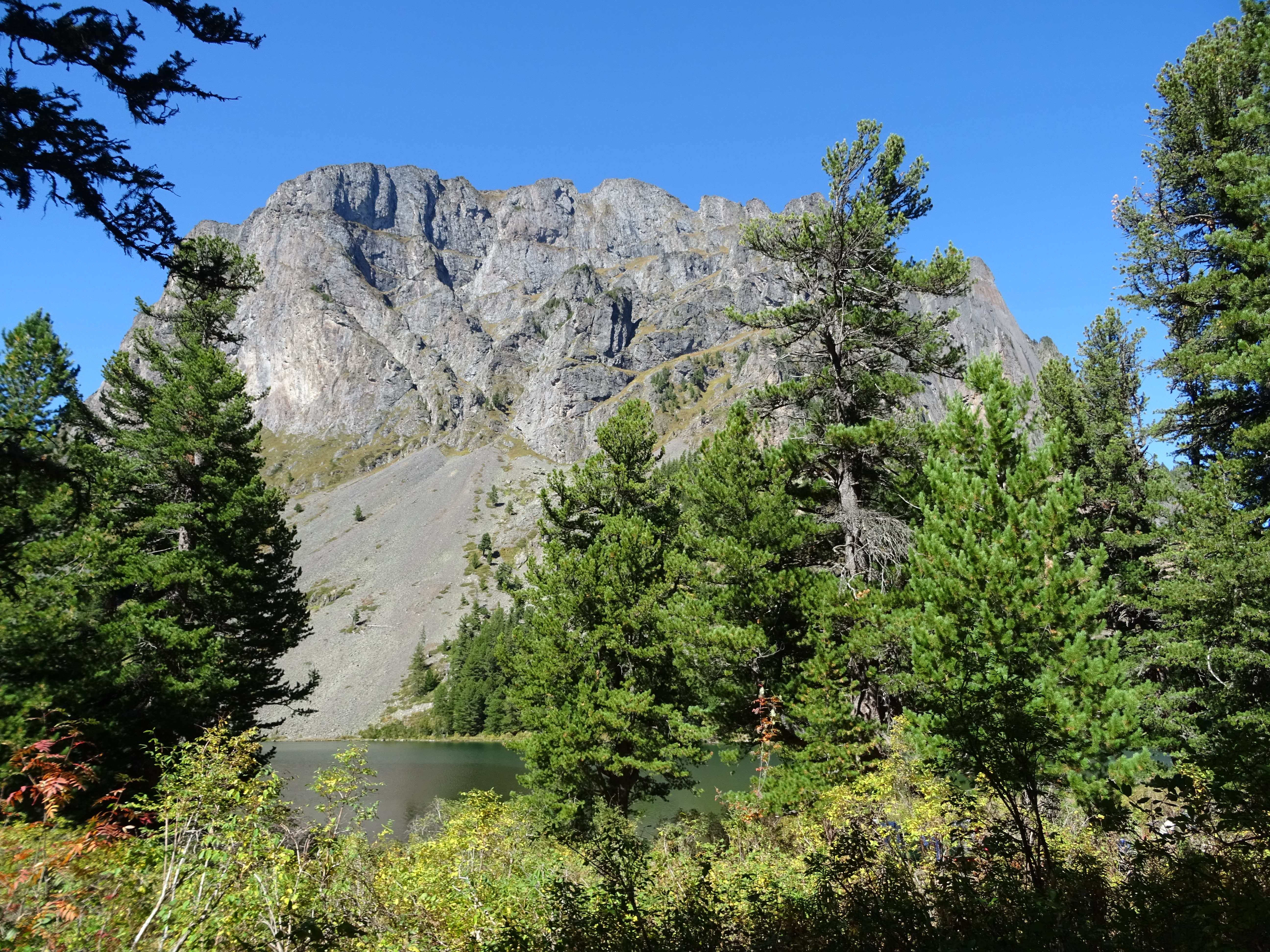
Маршрут 77. Горный Алтай. Днёвка на озере Уй-Мень.
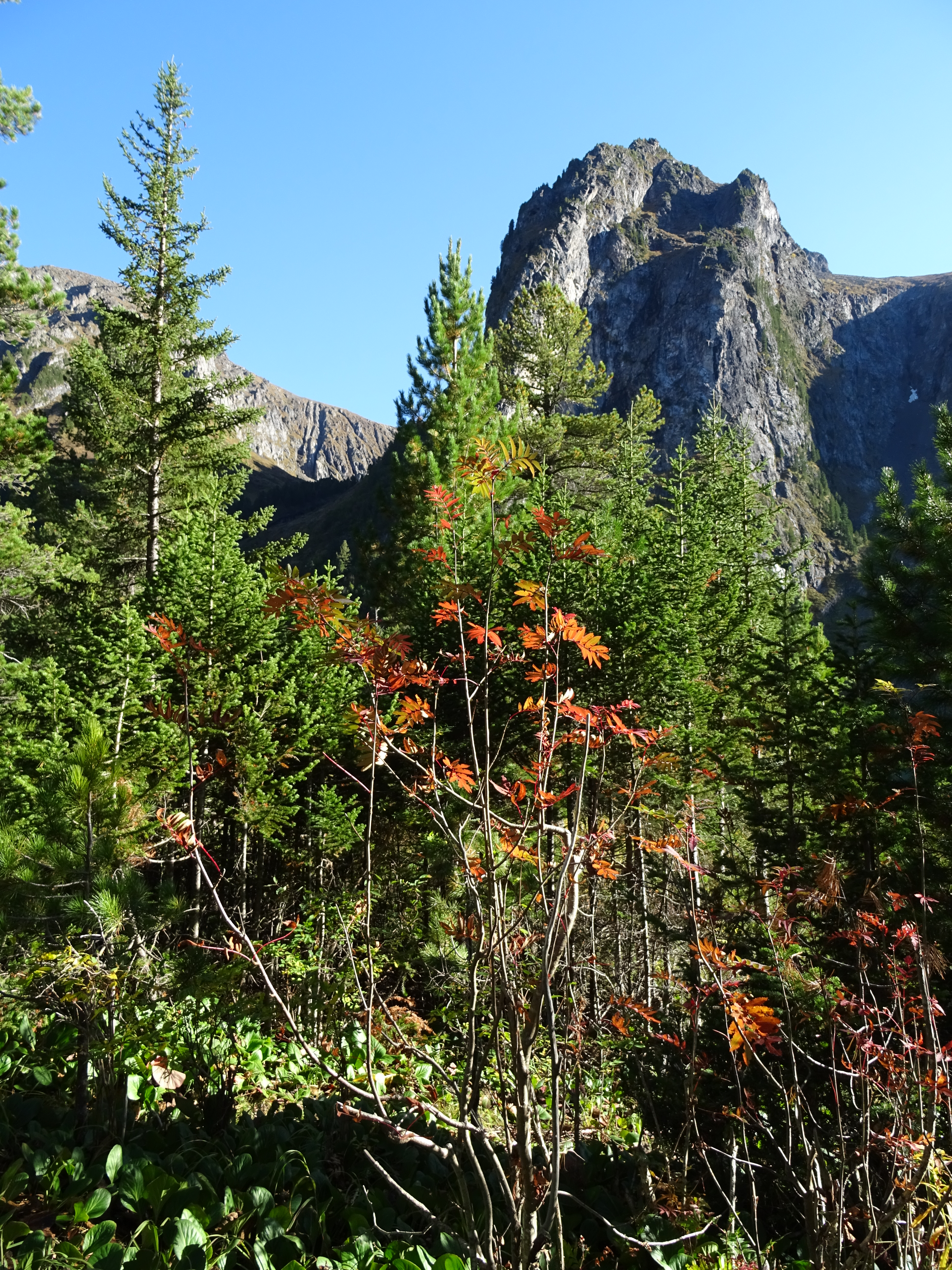
Маршрут 77. Горный Алтай. Уй-Мень.
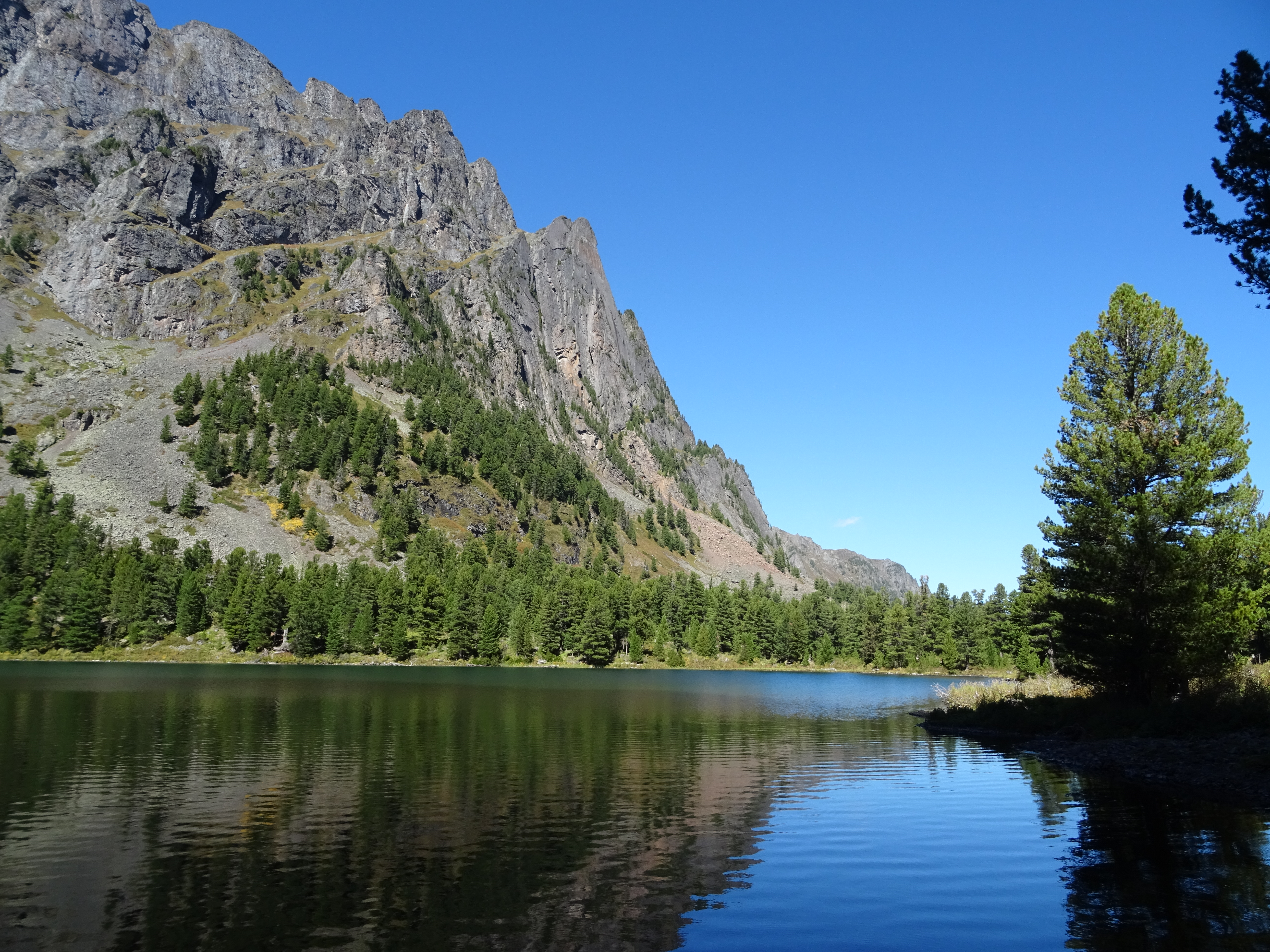
Маршрут 77. Горный Алтай. Озеро Уй-Мень. Гора Замок.

10 день. Озеро Уймень — Река Уймень. 21 км.

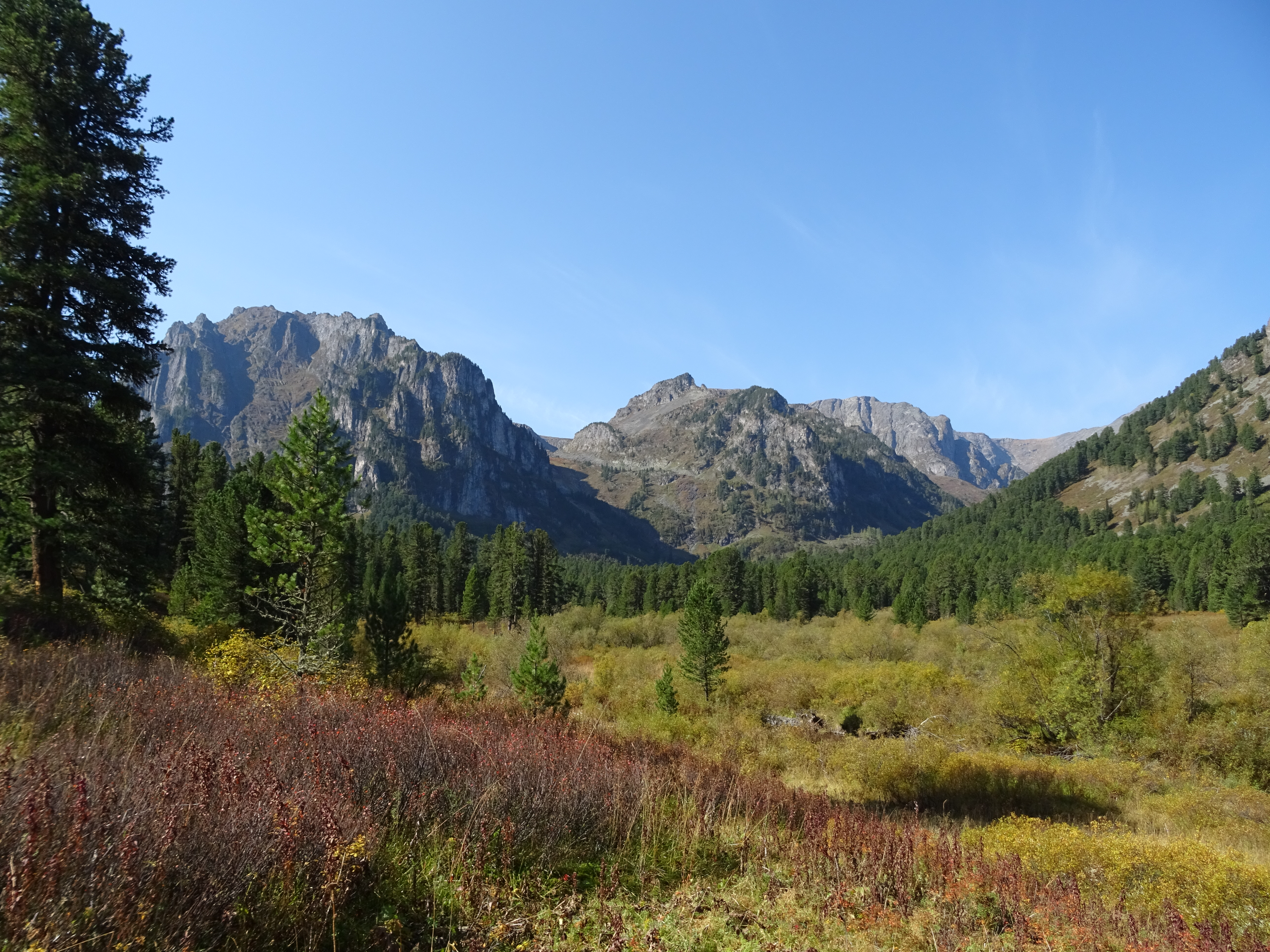
Маршрут 77. Горный Алтай. Долина реки Уй-Мень.
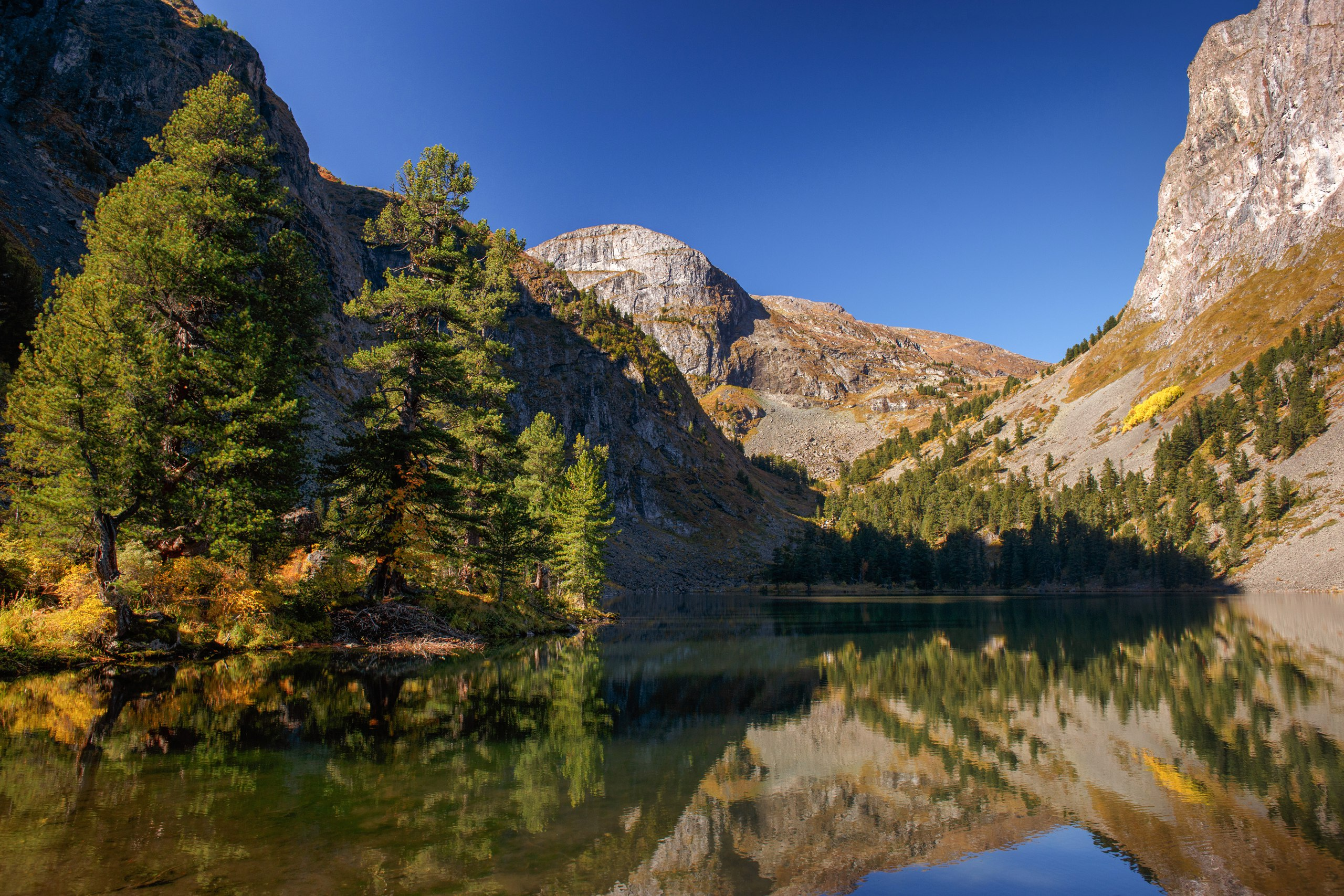
Маршрут 77. Горный Алтай. Озеро Уй-Мень.

11 день. Перевал Кара-Аз-Кас-Кан — пер. Штатив — Форелевые озёра. 20 км.

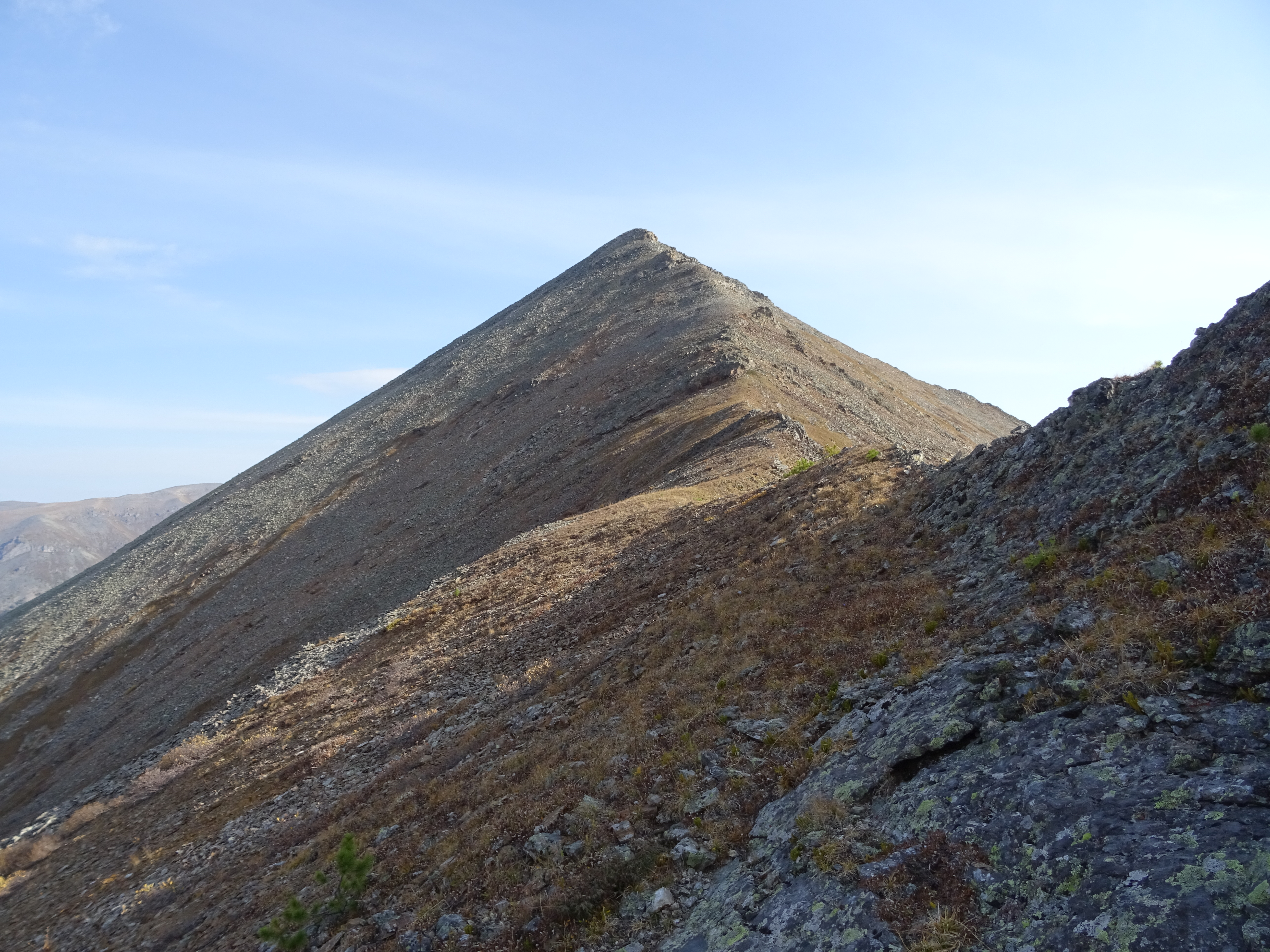
Маршрут 77. Горный Алтай. Перевал Штатив.
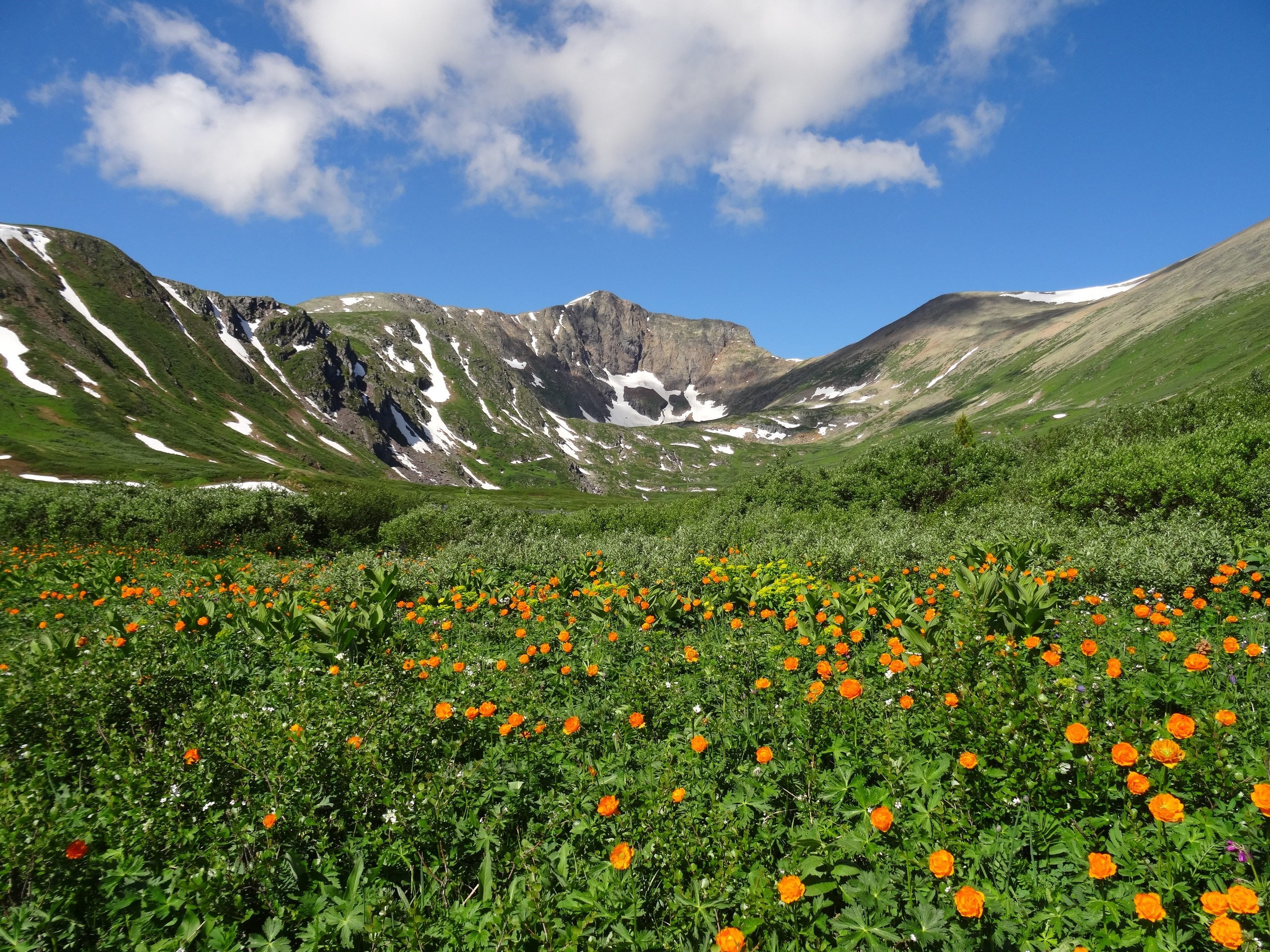
Маршрут 77. Горный Алтай. Озеро Форелевое.

12 день. Днёвка. Форелевые озера.

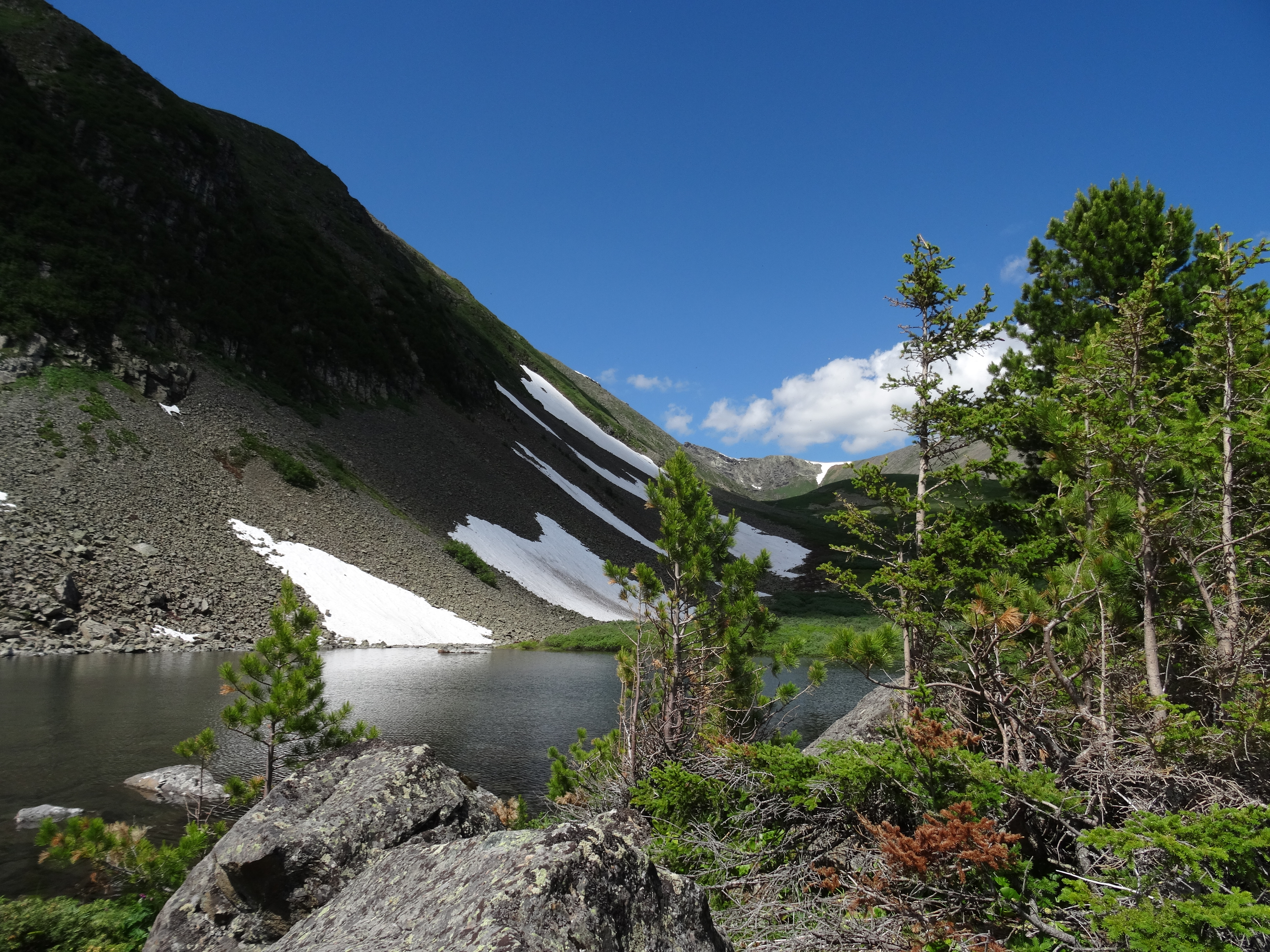
Верхнее Форелевое озёро, Горный Алтай.
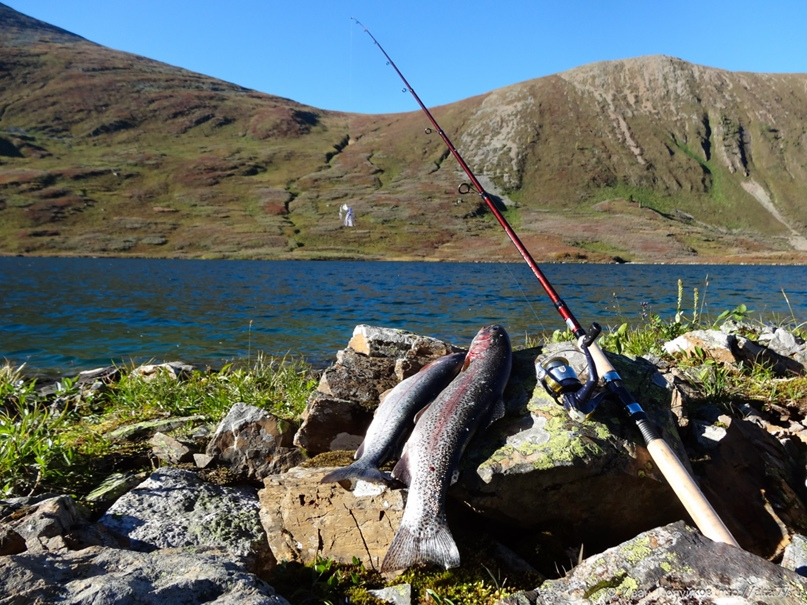
Маршрут 77. Горный Алтай. Форелевые озёра. Радужная форель.

13 день. Форелевые озёра — перевал Самырлу. 18 км.

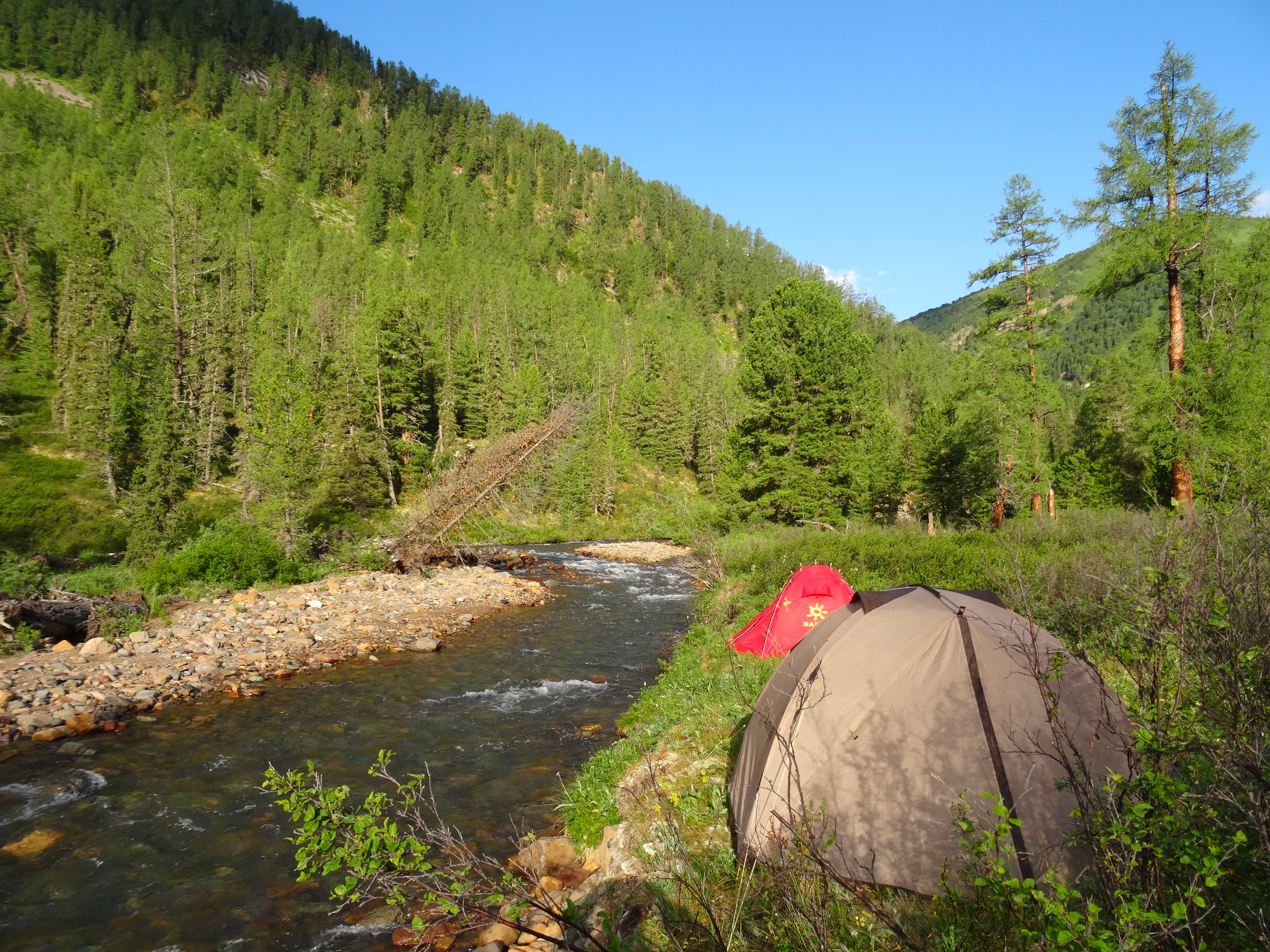
Маршрут 77. Горный Алтай. На реке Уй-Кара-Таш.
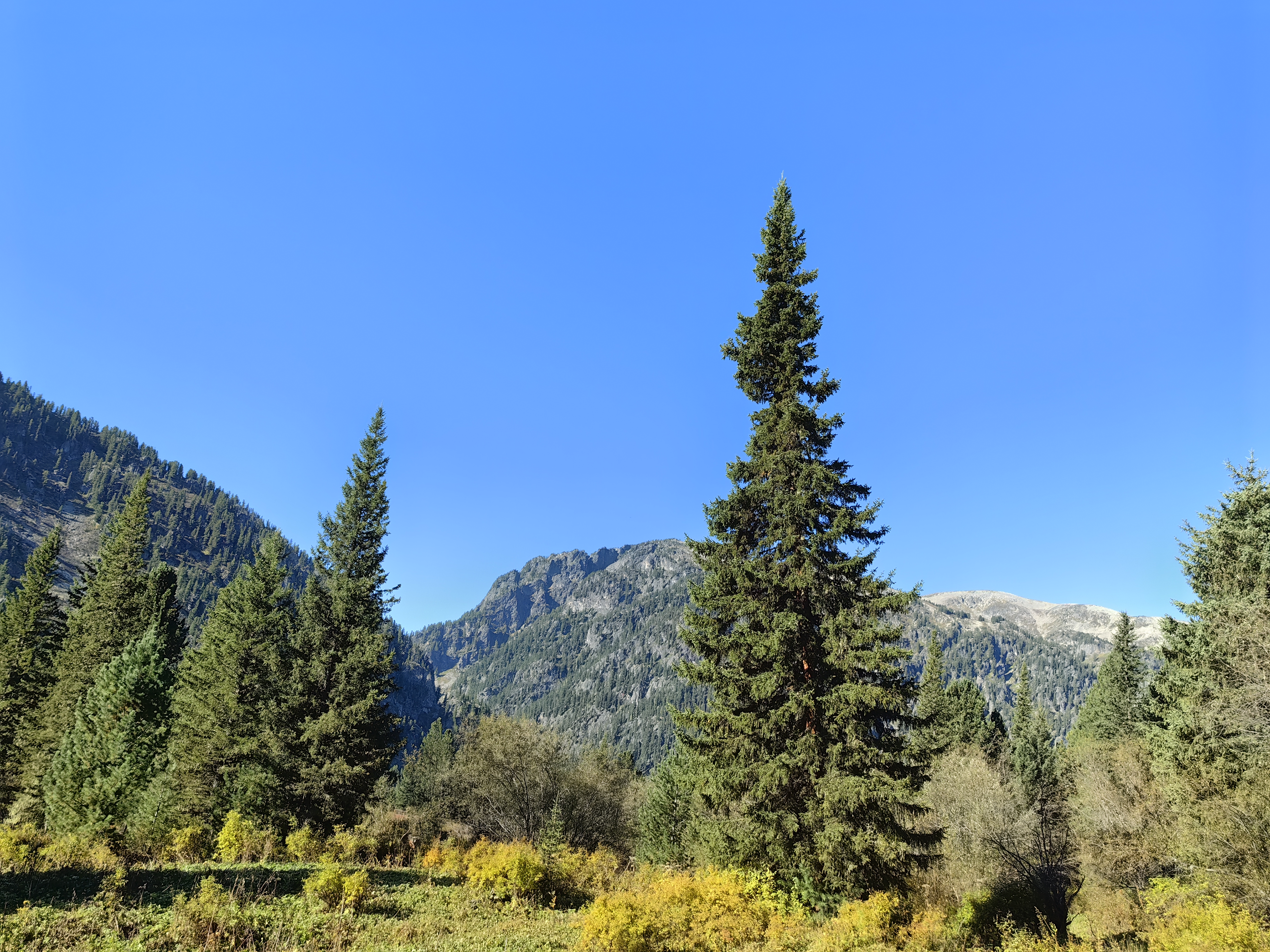
Река Ижима. Маршрут 77. Горный Алтай.

14 день. Перевал Самырлу — озеро Кок-Кёль (Озеро Цвета Неба). 18 км.

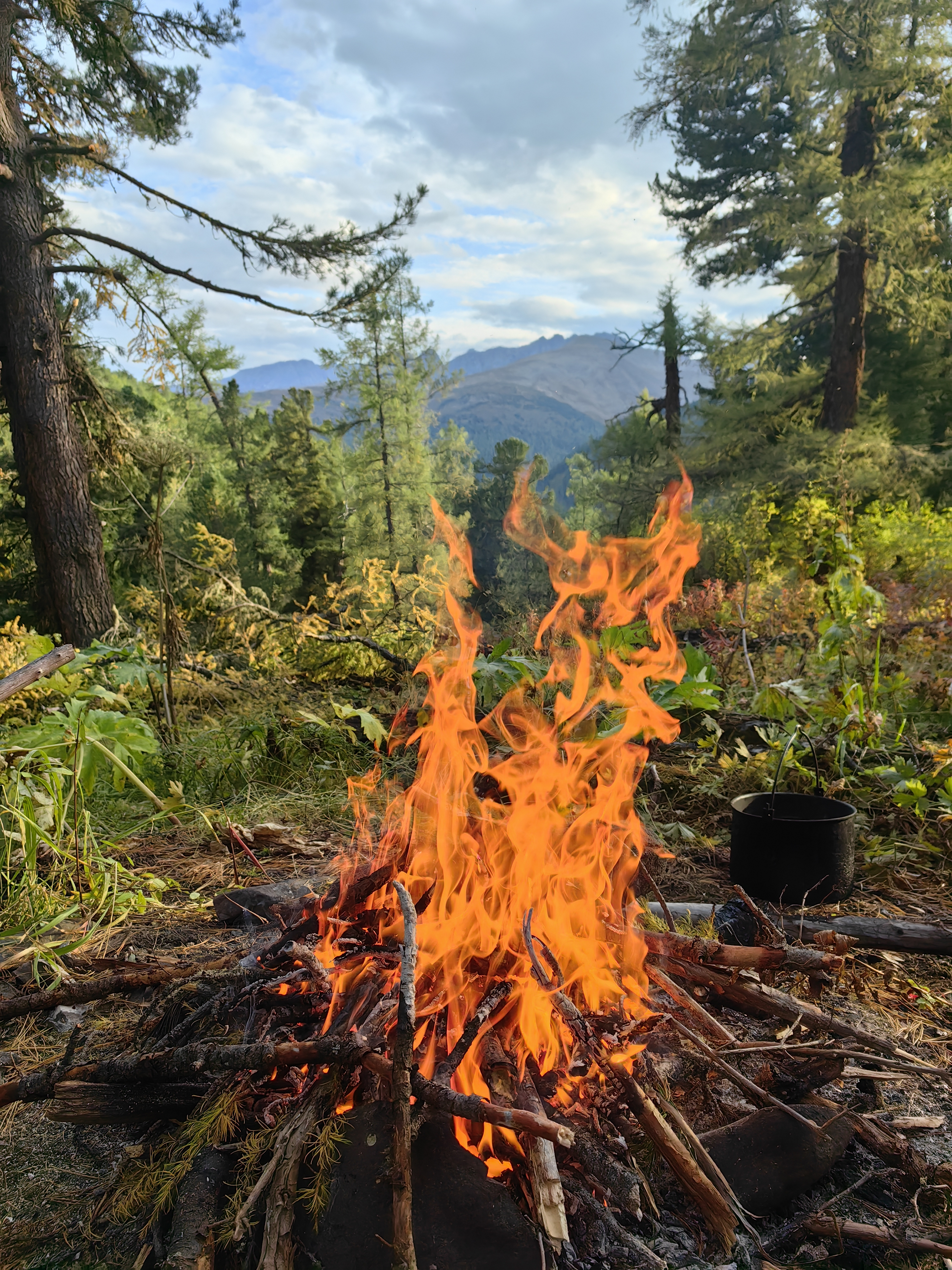
Перевал Самырлу. Маршрут 77. Горный Алтай.
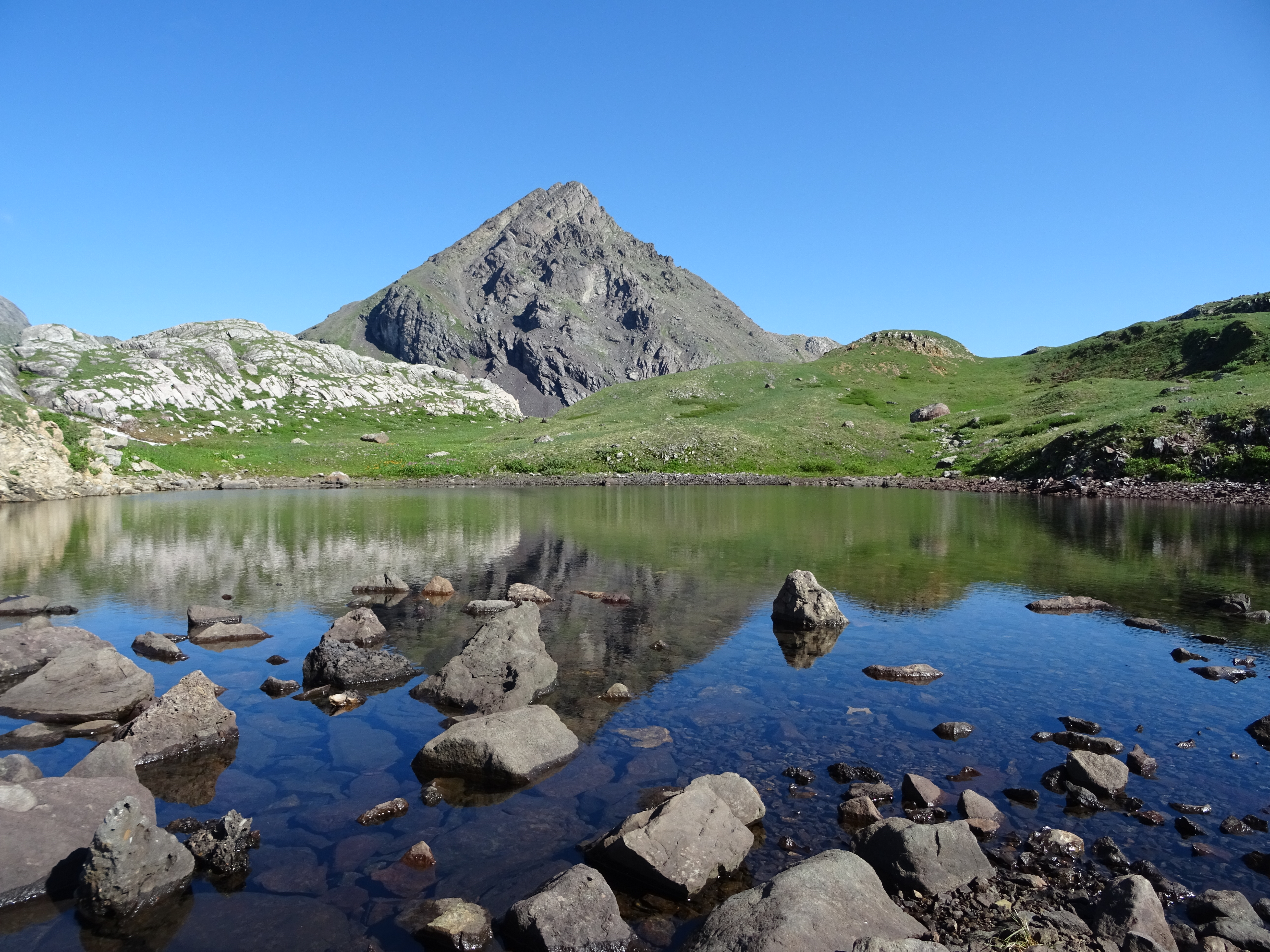
Маршрут 77. Горный Алтай. Верхнее озеро Кок-Кёль.

15 день. Озеро Кок-Кёль — Алтын-Ту (Золотая Гора) 18 км.

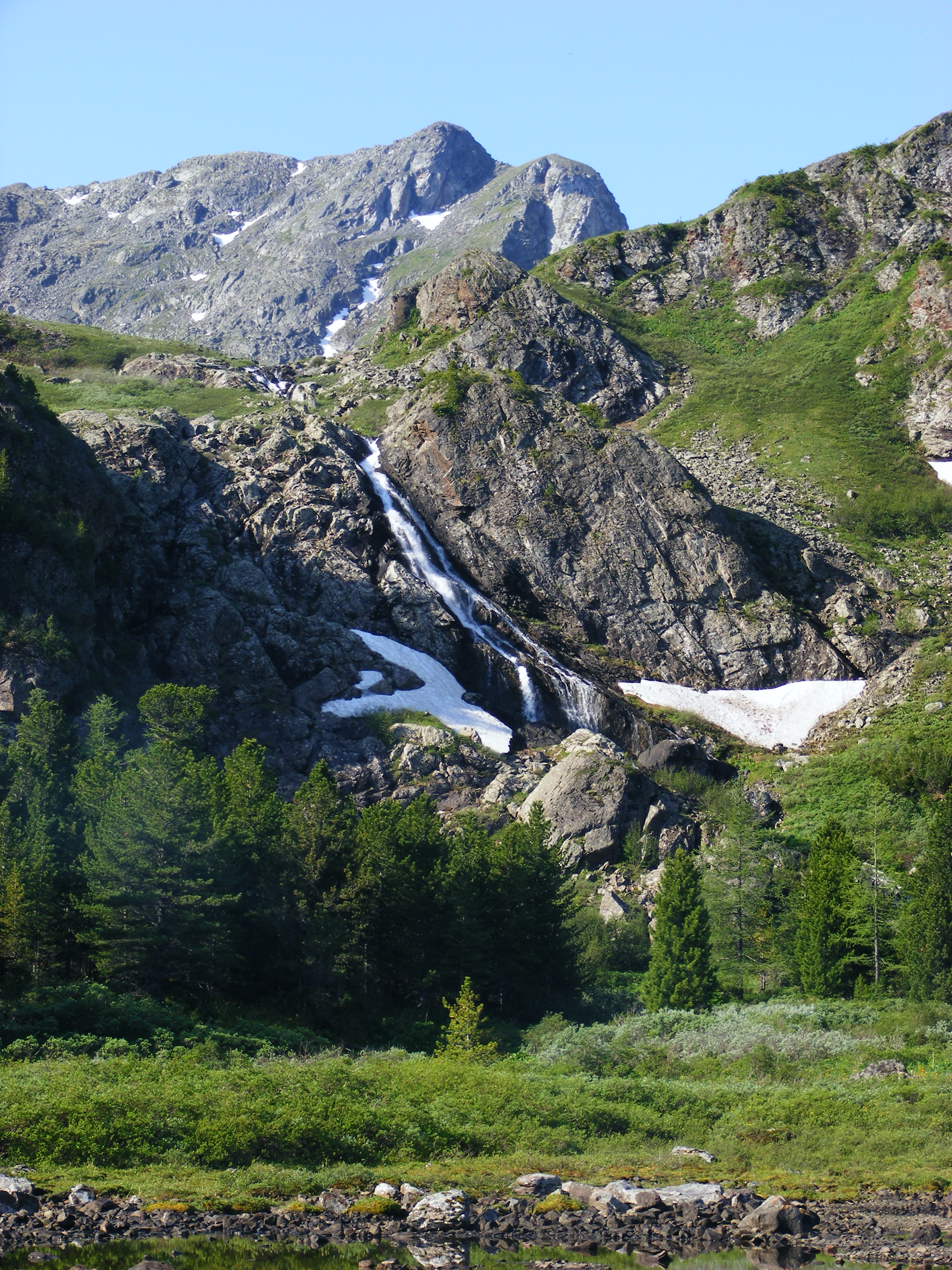
Маршрут 77. Горный Алтай. Водопад Кок-Кёль.
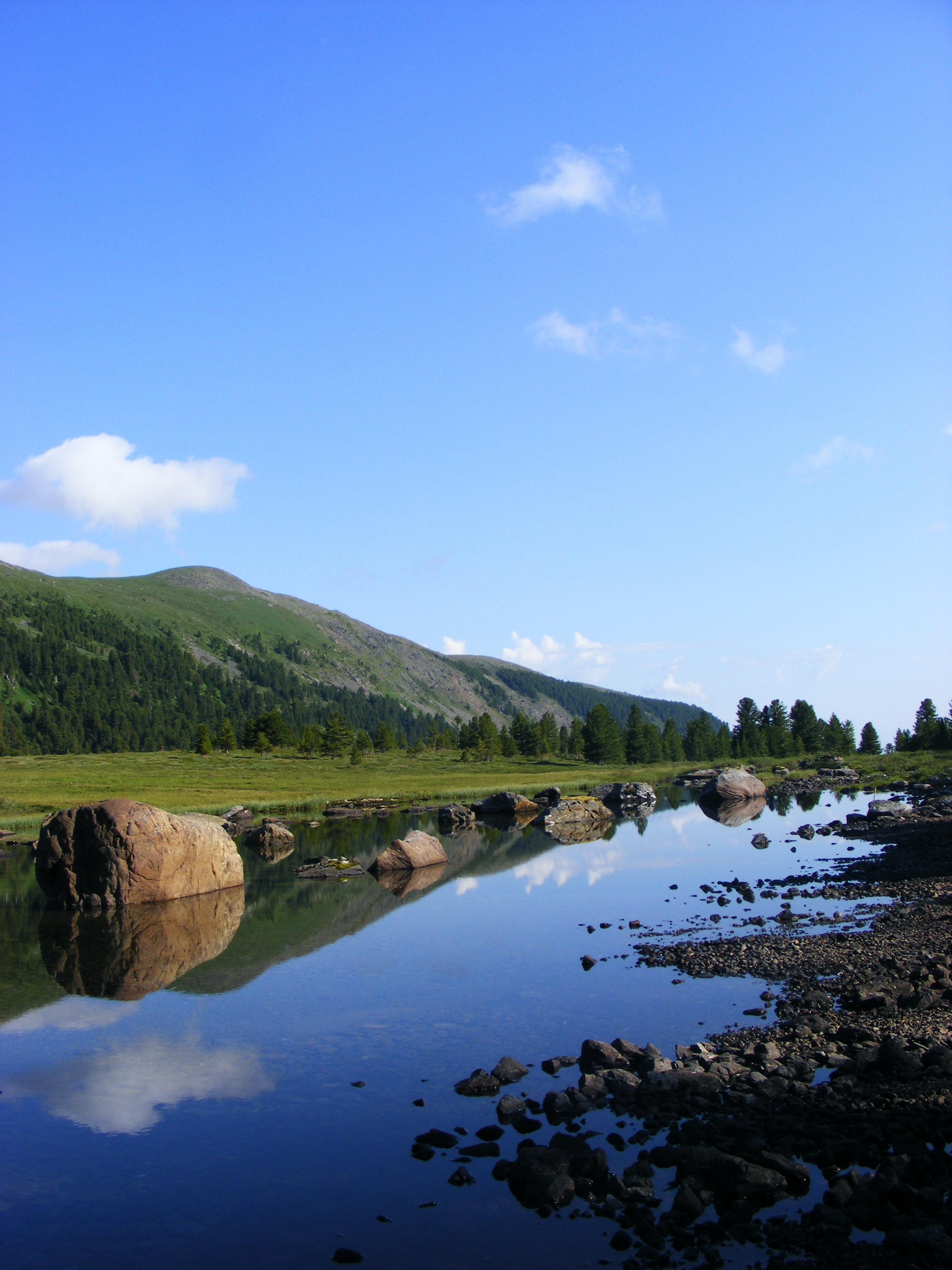
Маршрут 77. Горный Алтай. Верховье реки Пыжа.

16 день. Алтын-Ту — исток реки Аспарт.

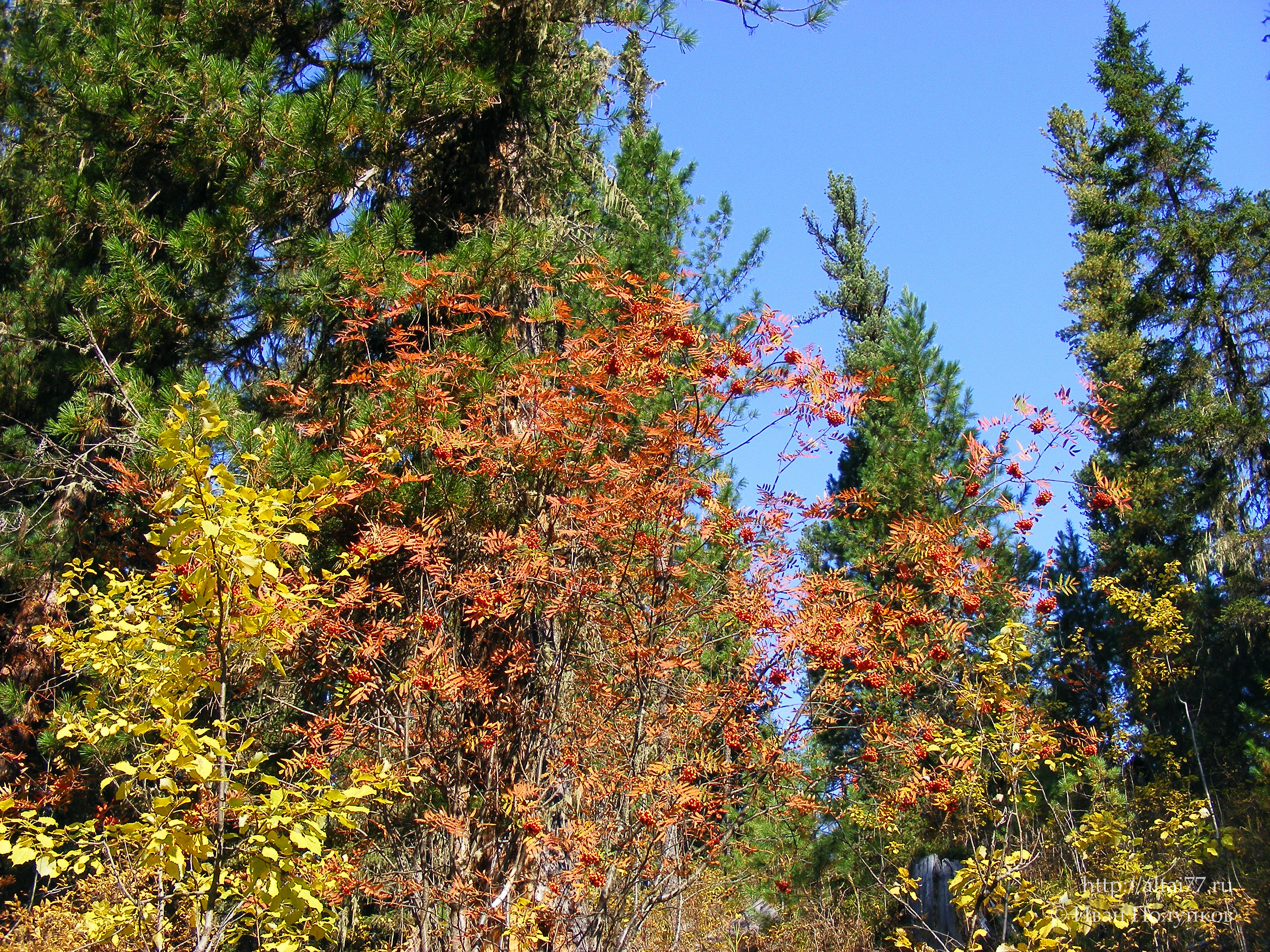
Маршрут 77. Горный Алтай. Кончается лето.
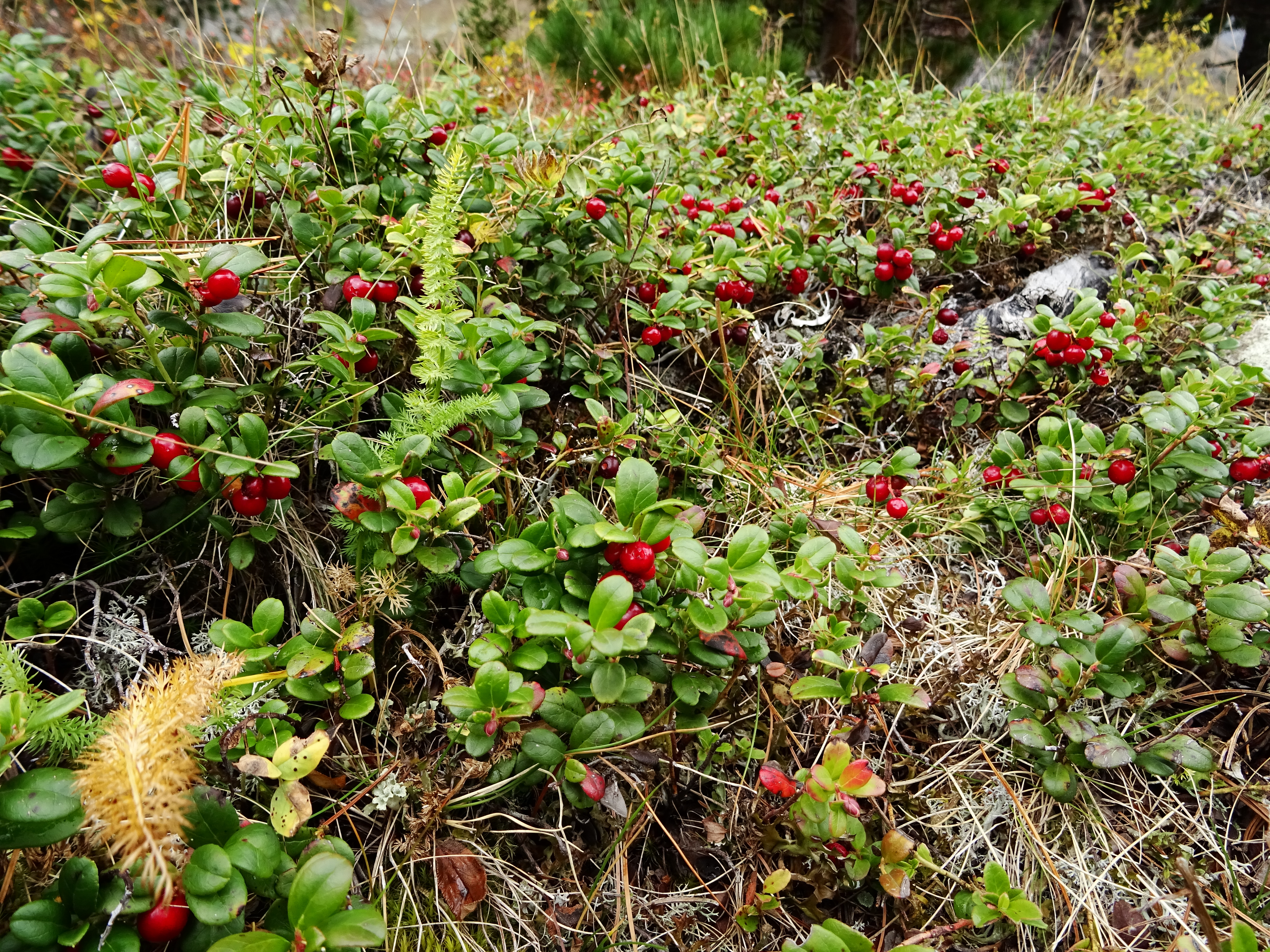
Маршрут 77. Горный Алтай. Брусника.

17. день. Исток реки Аспарт — река Пыжа. 18 км.

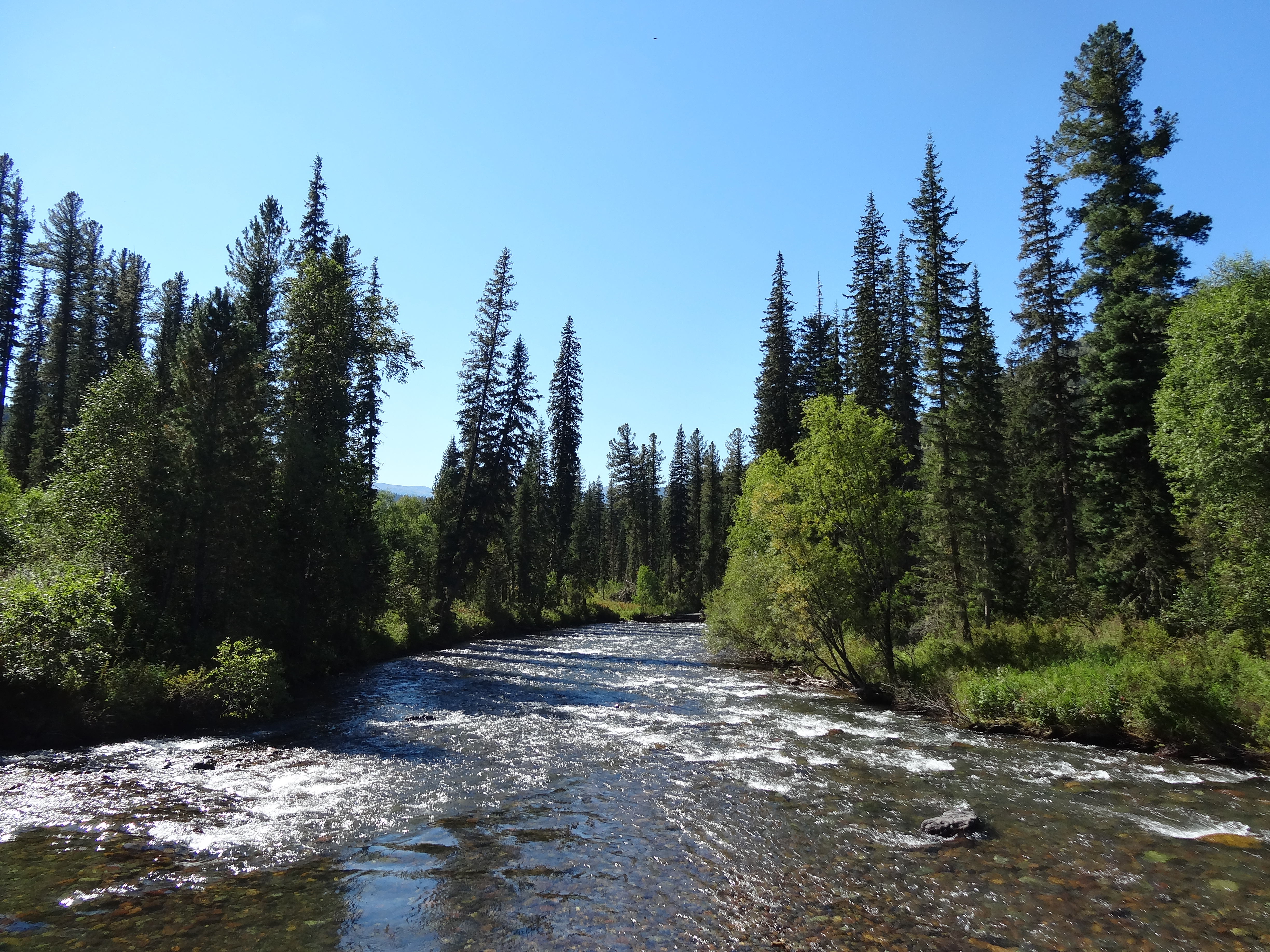
Маршрут 77. Горный Алтай. Река Пыжа.
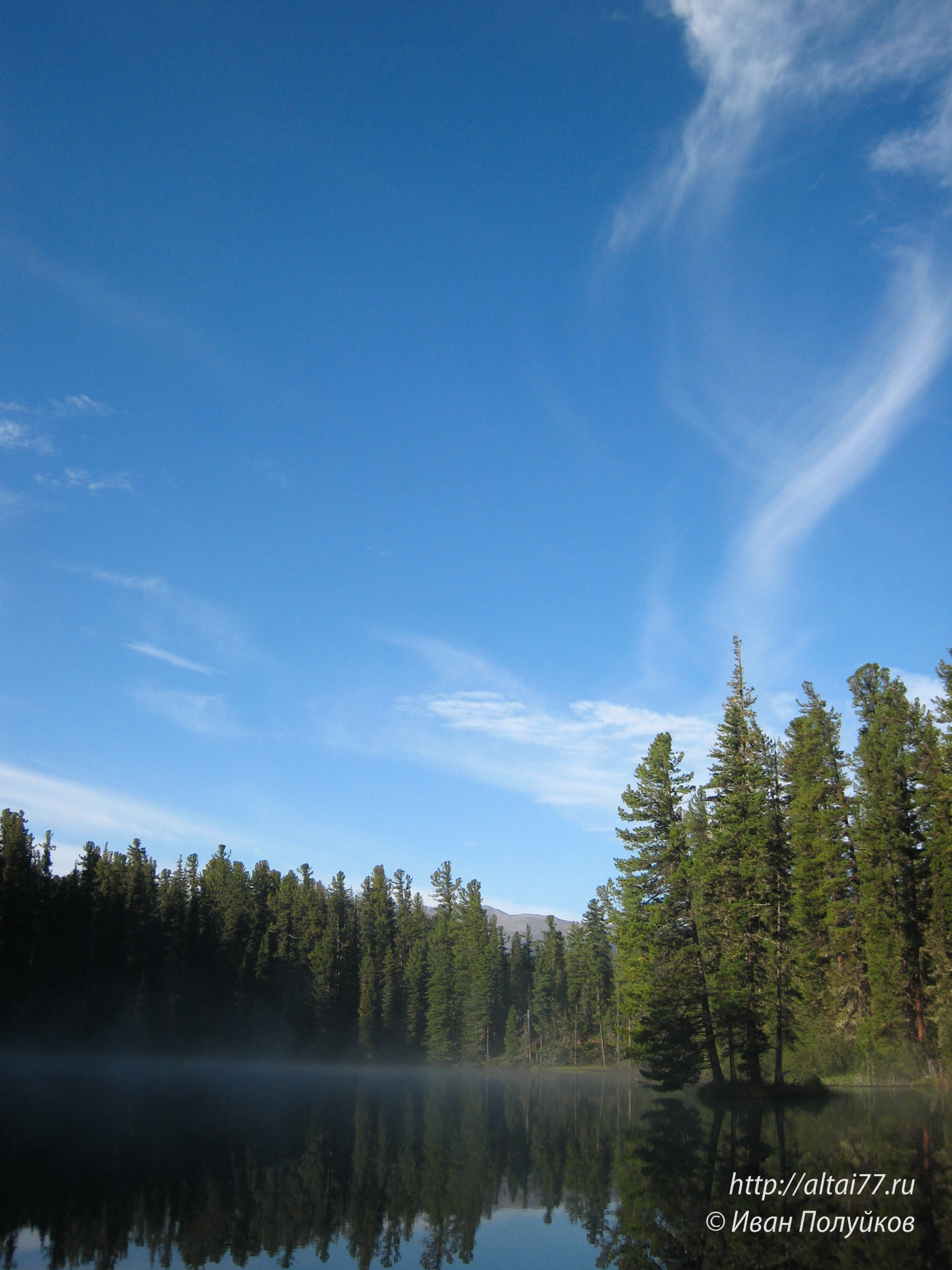
Маршрут 77. Горный Алтай. Озеро Аспарт.

18 день. река Пыжа — Турбаза на Золотом озере (Телецком). 63 км на внедорожниках.

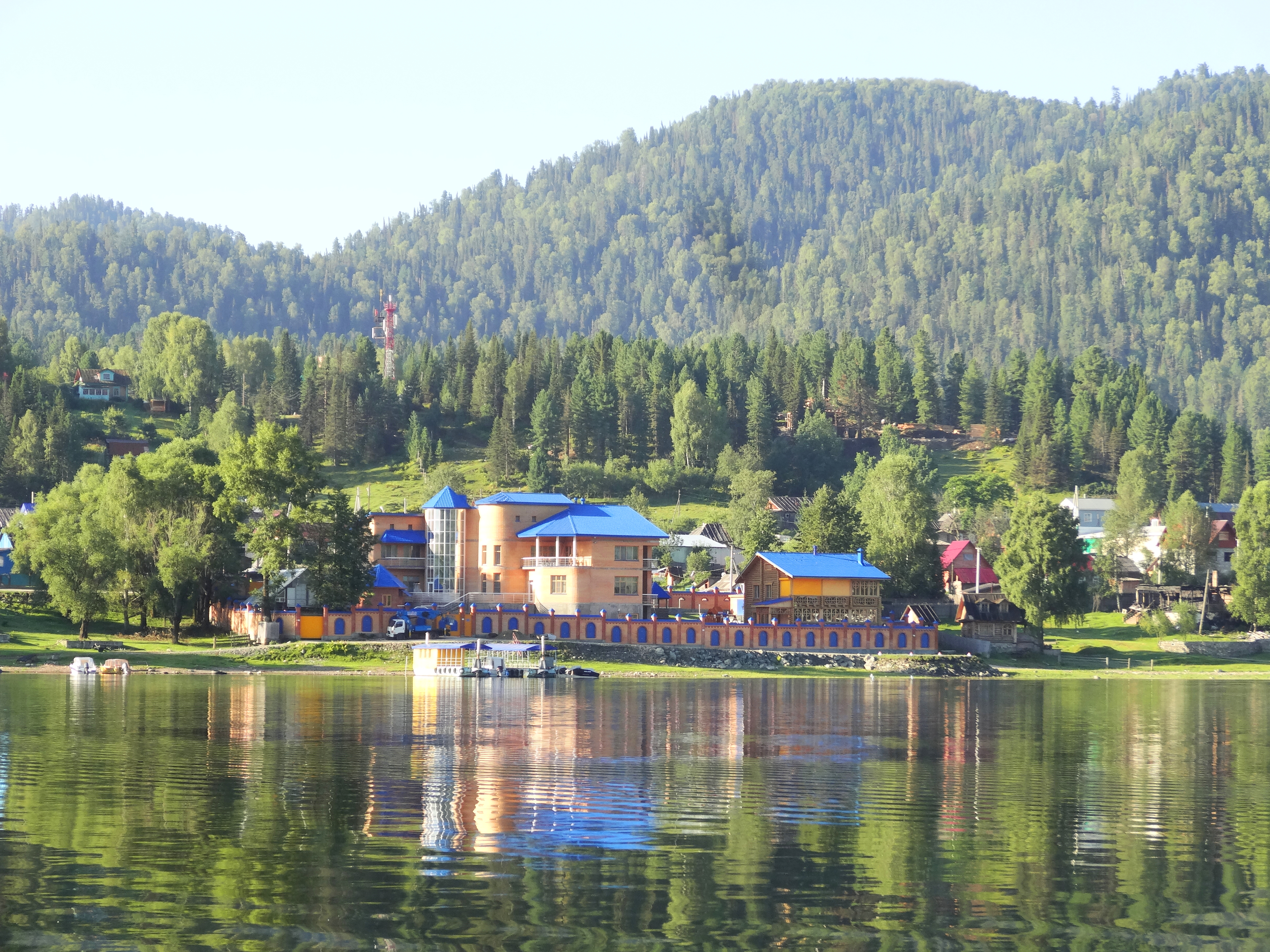
Телецкое озеро. Вид на посёлок Йогач. База "Эвалар".
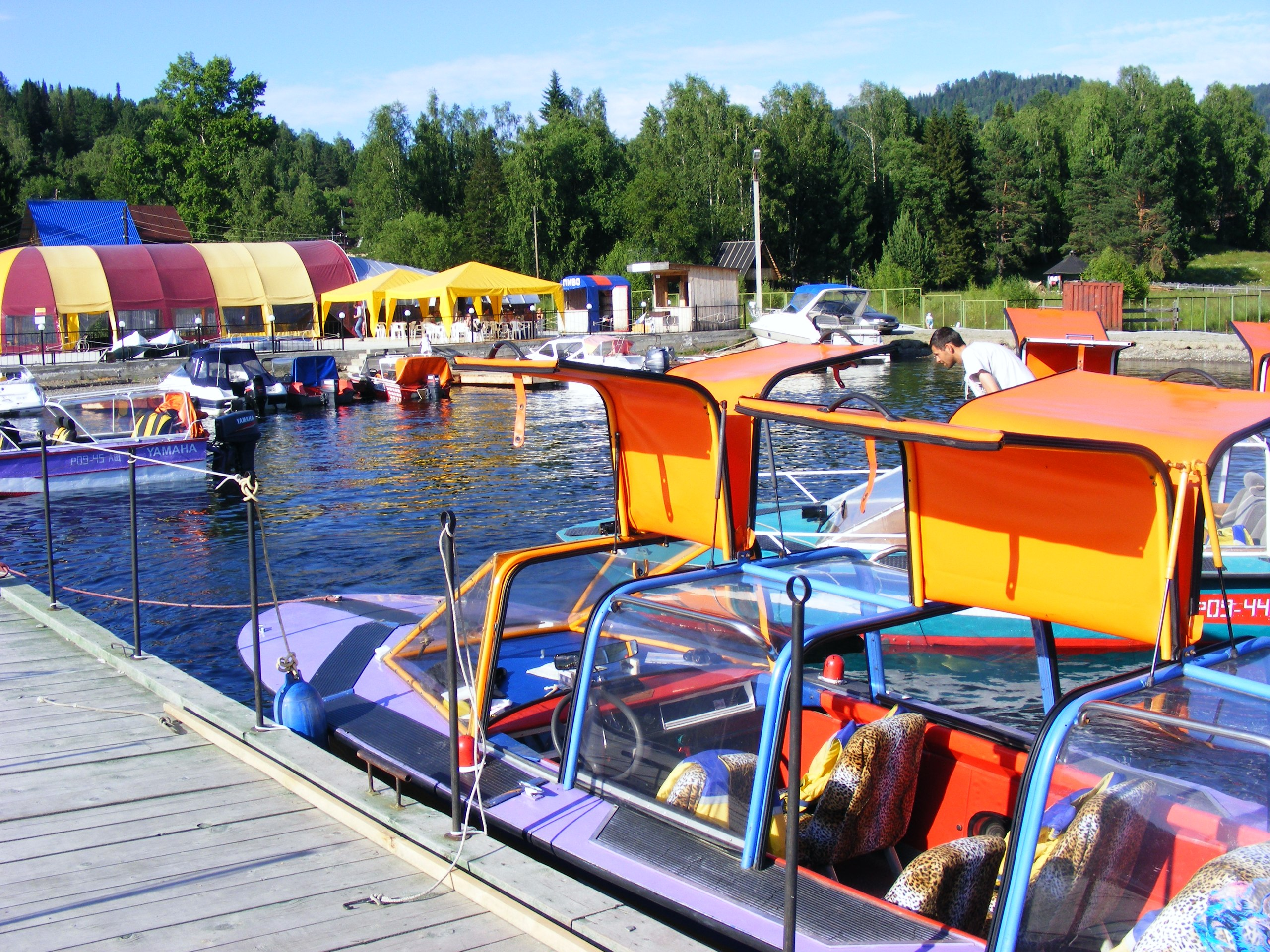
Прогулочные катера на Телецком озере.

19 день. Переезд Золотое озеро (Телецкое) — Барнаул (415 км).

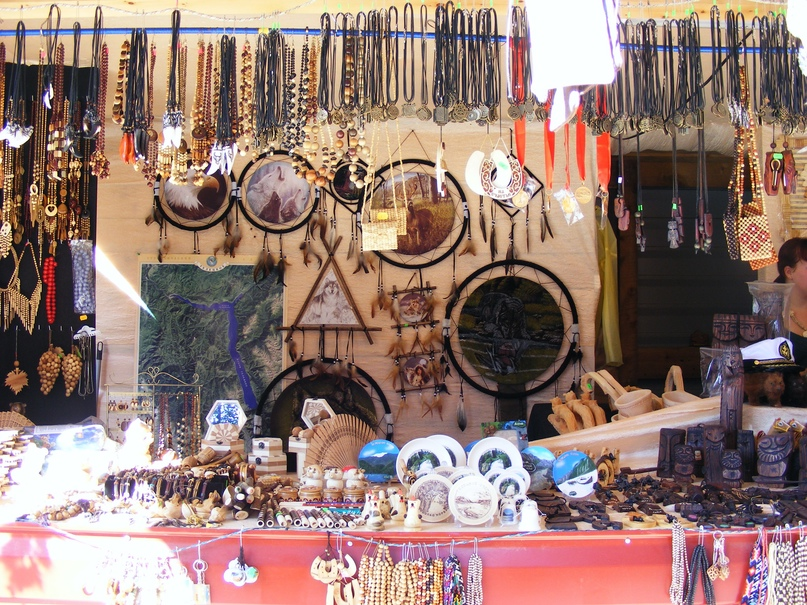
Сувениры Горного Алтая.
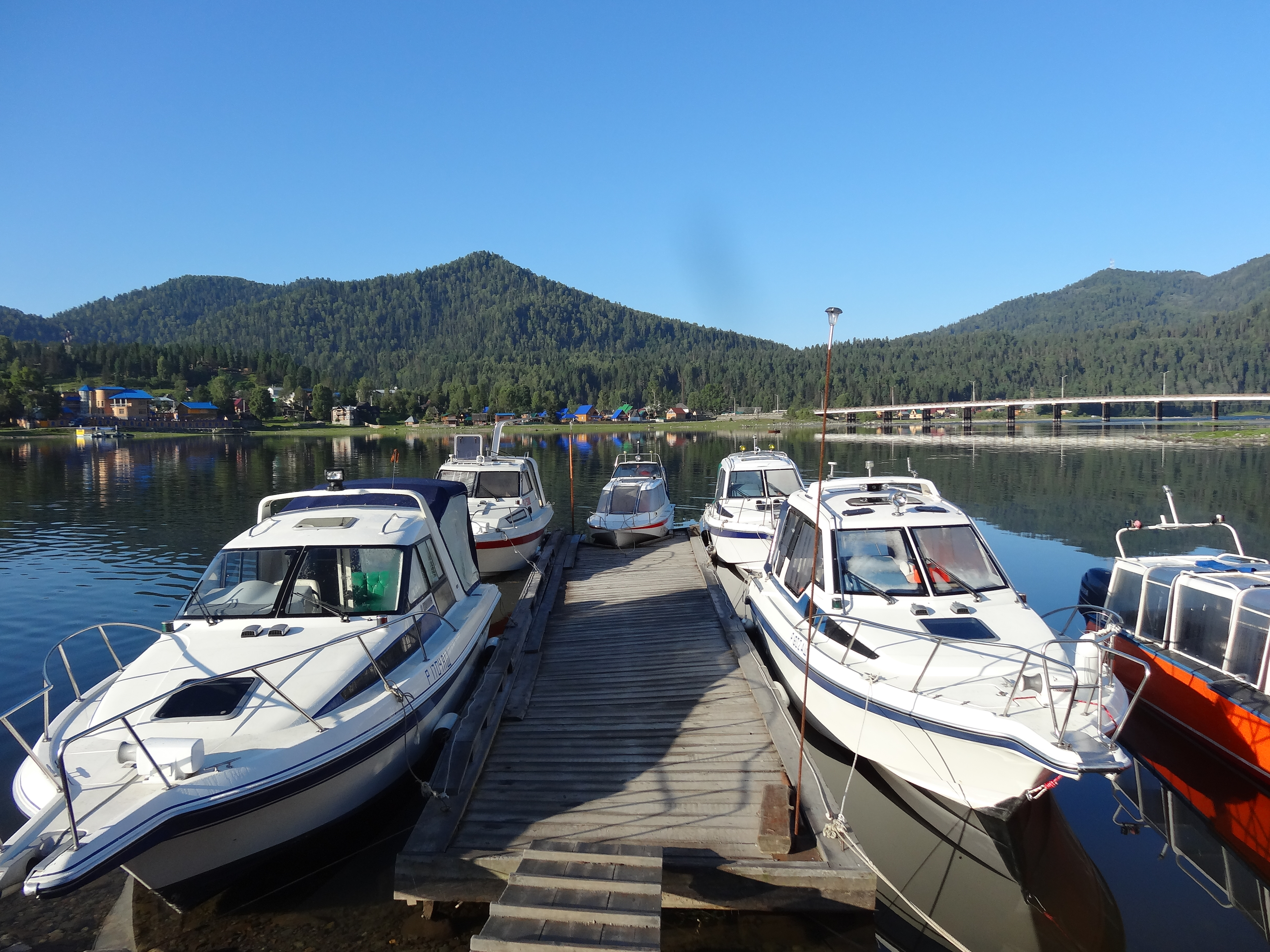
Прогулочные катера на Телецком озере.
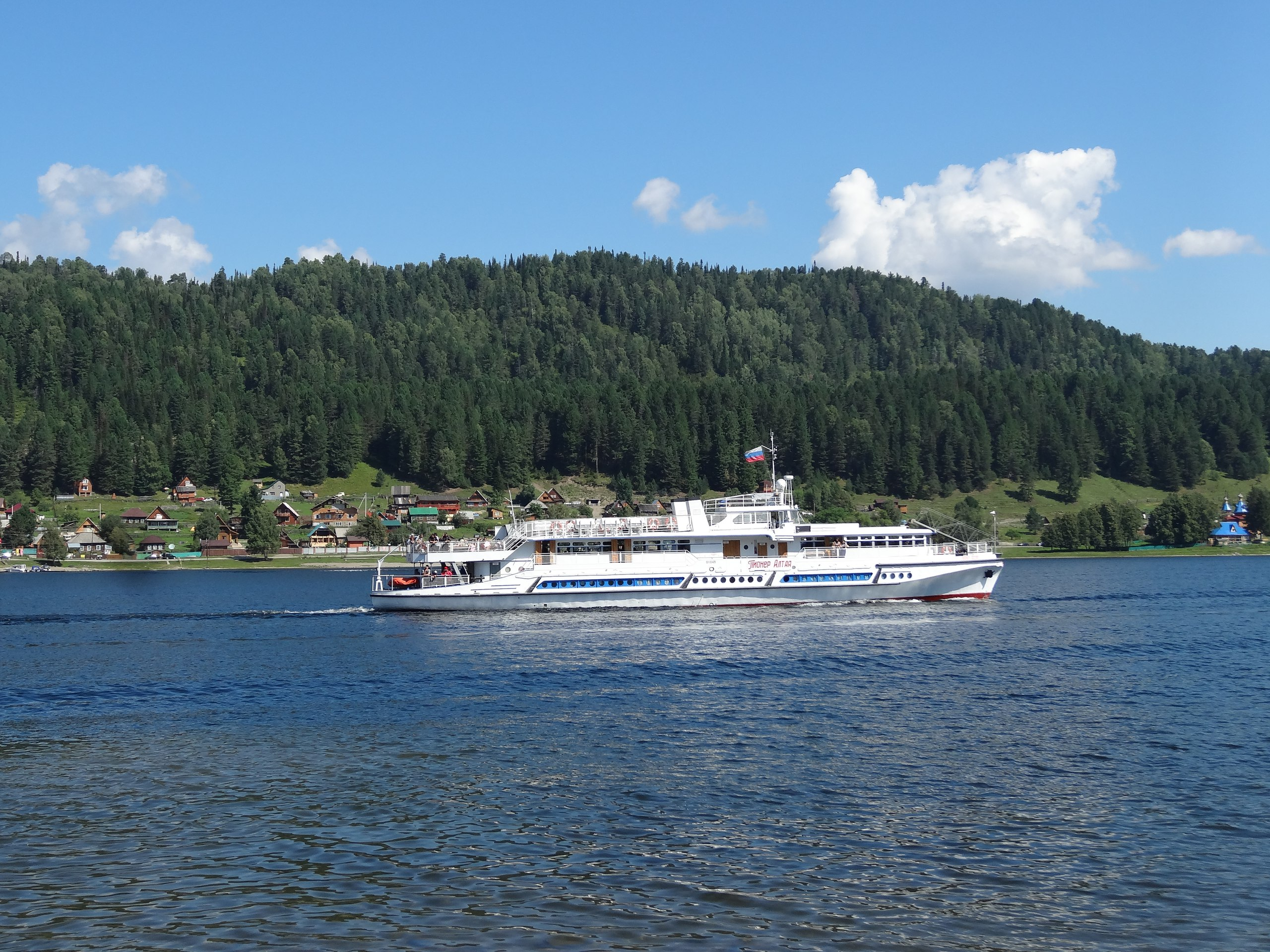
Экскурсионный теплоход "Пионер Алтая".

Июль — время цветения альпийских лугов. В Августе и в начале осени — черника, брусника, жимолость, грибы, кедровые орехи. В Сентябре — удивительно красиво.

## Фотогалерея

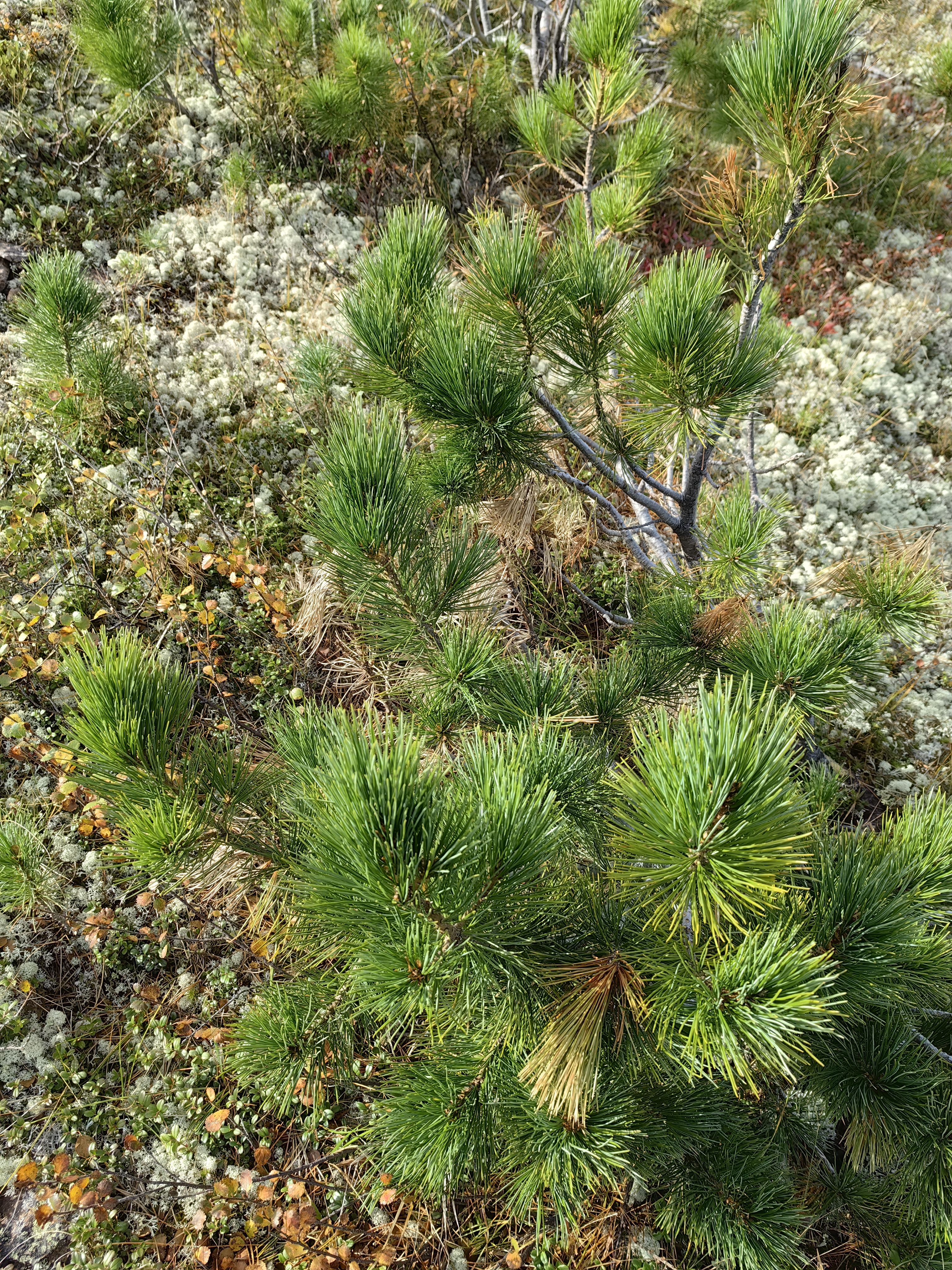
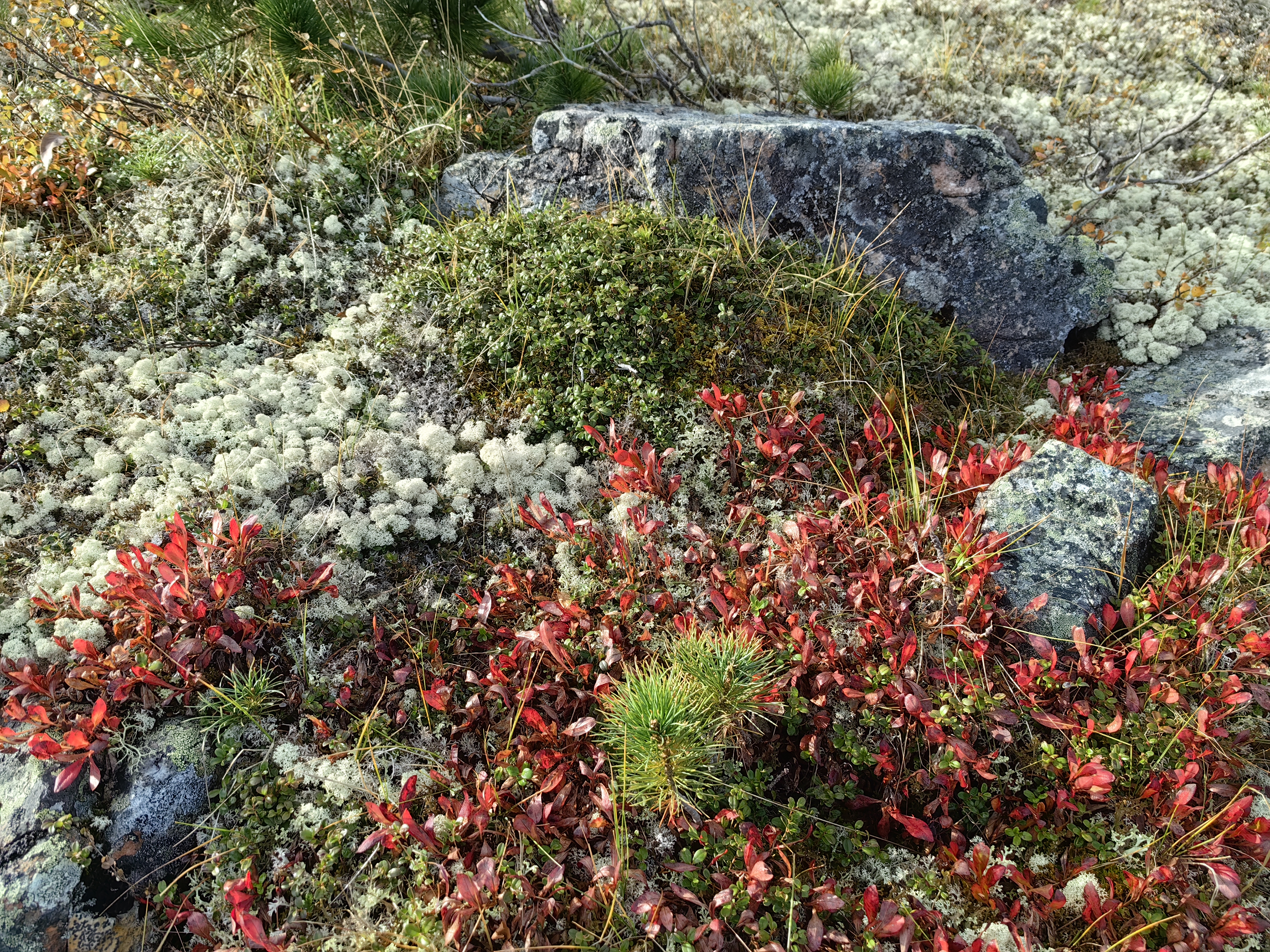
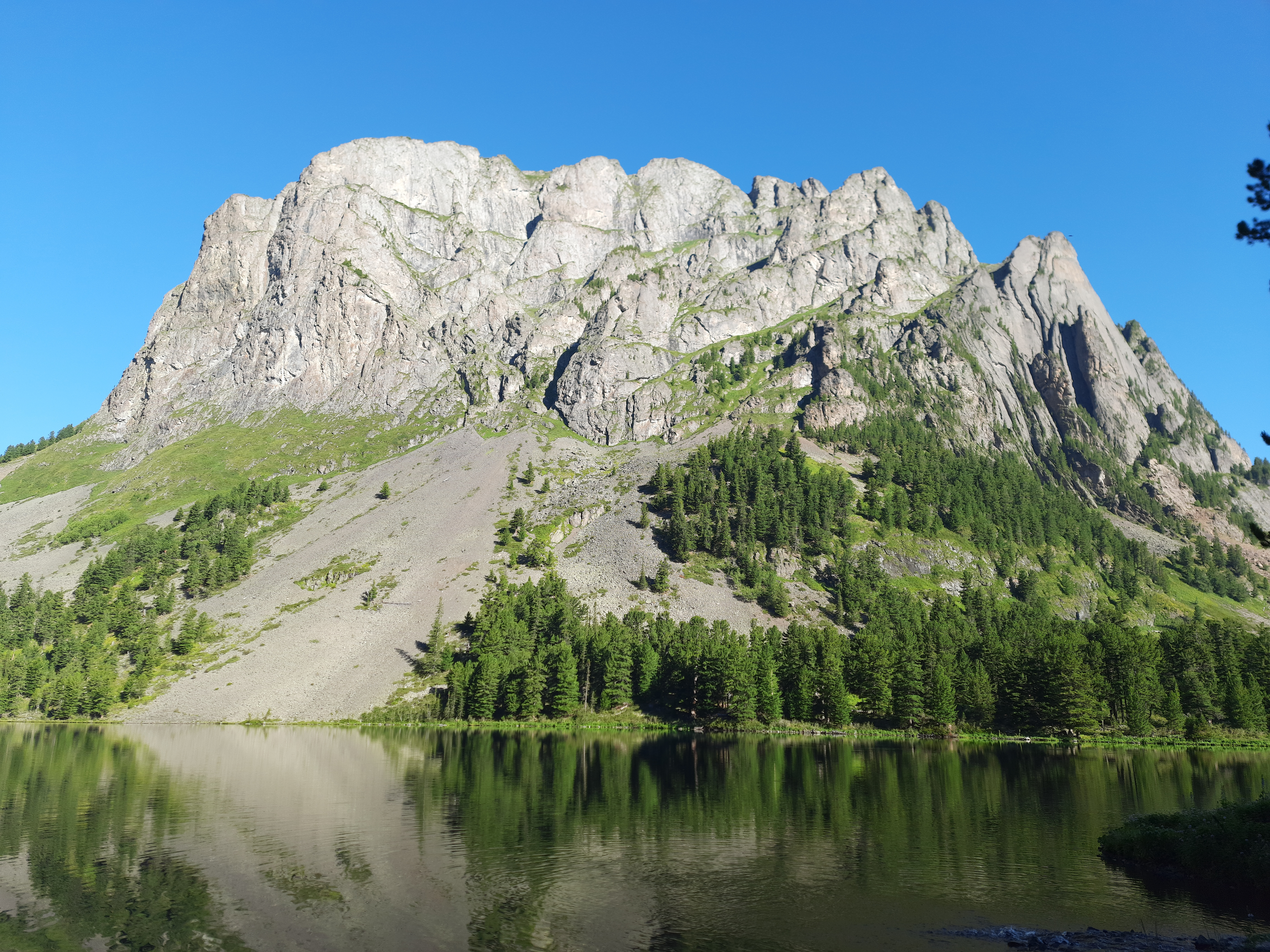
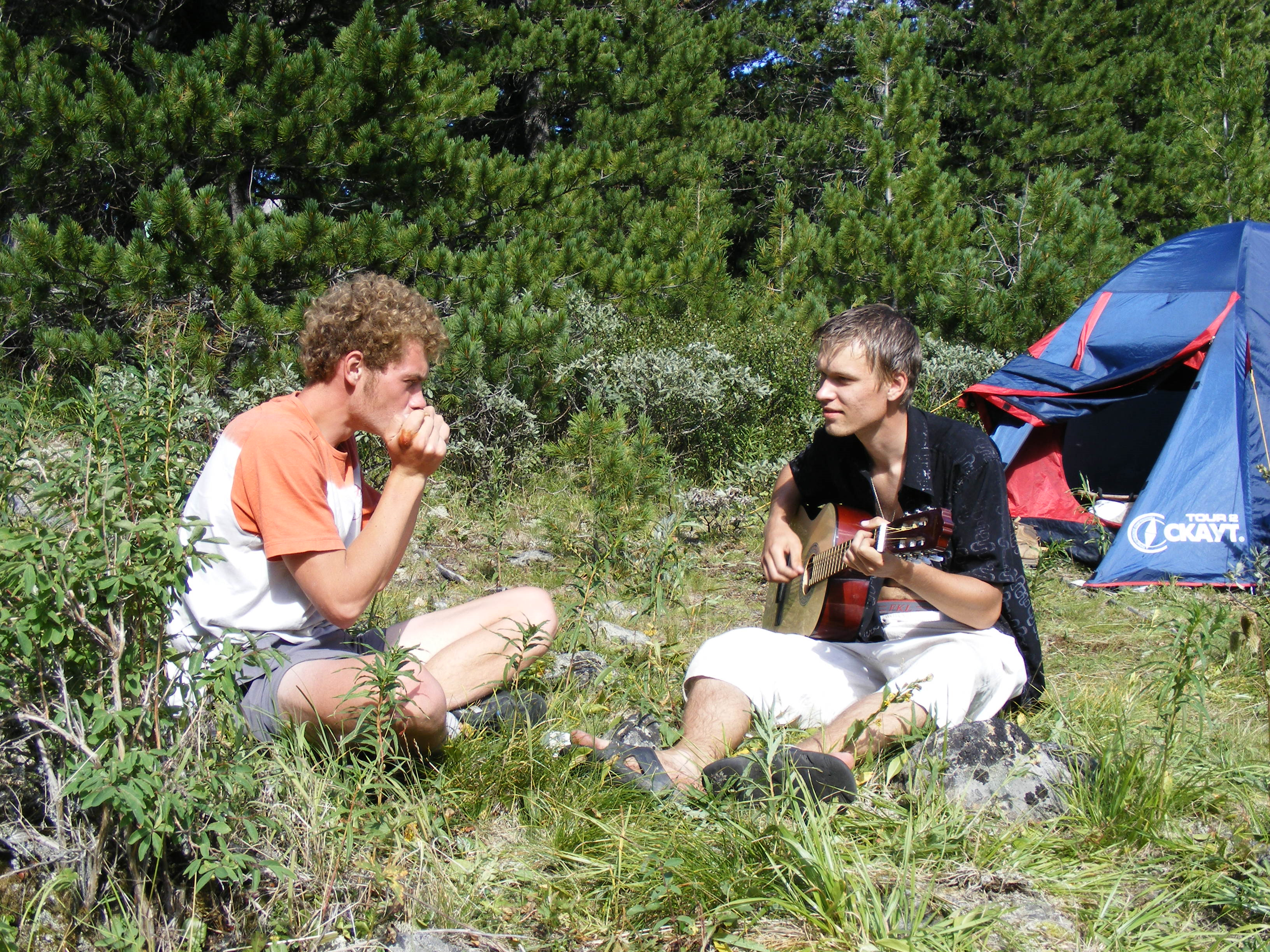
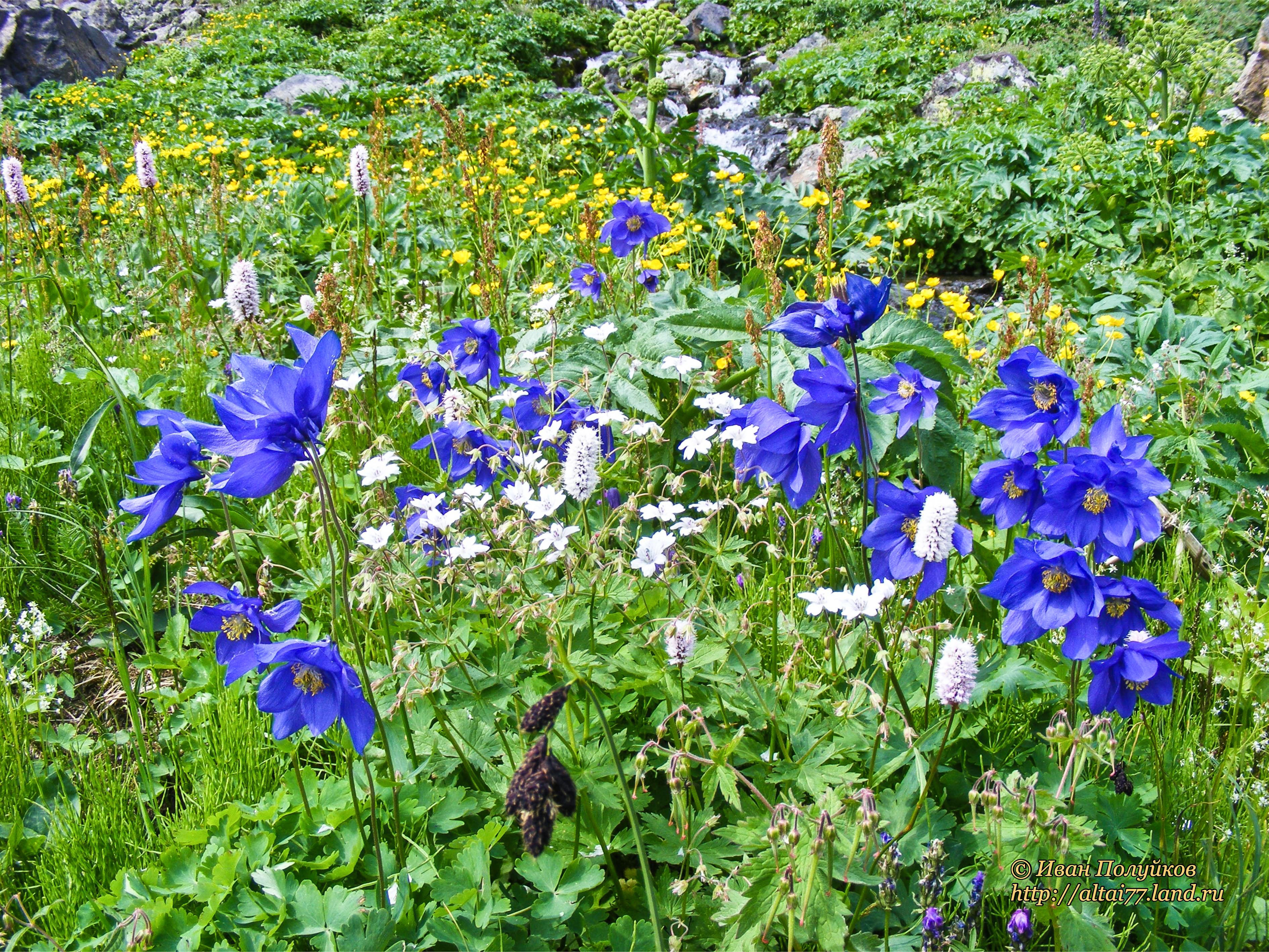
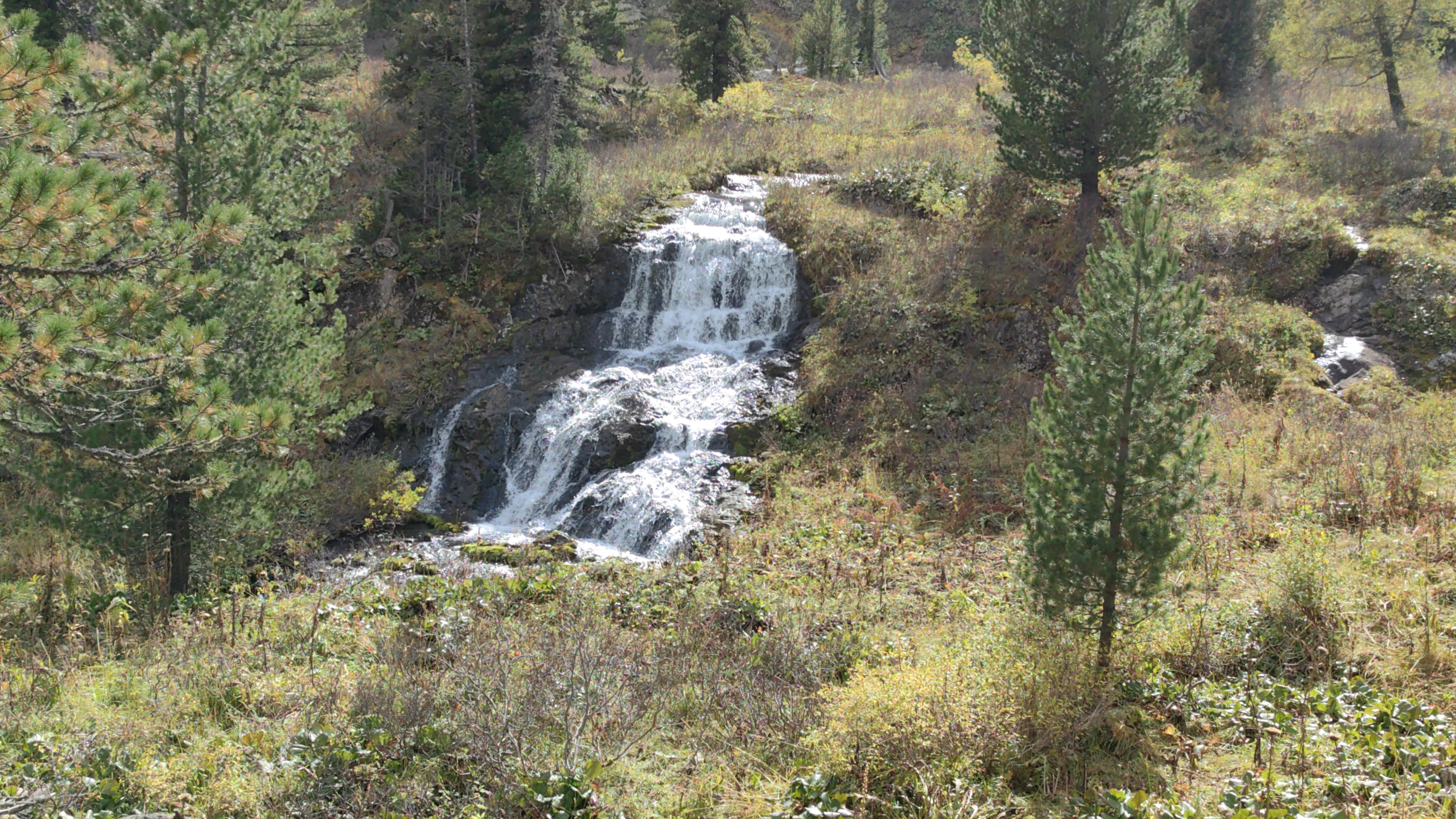
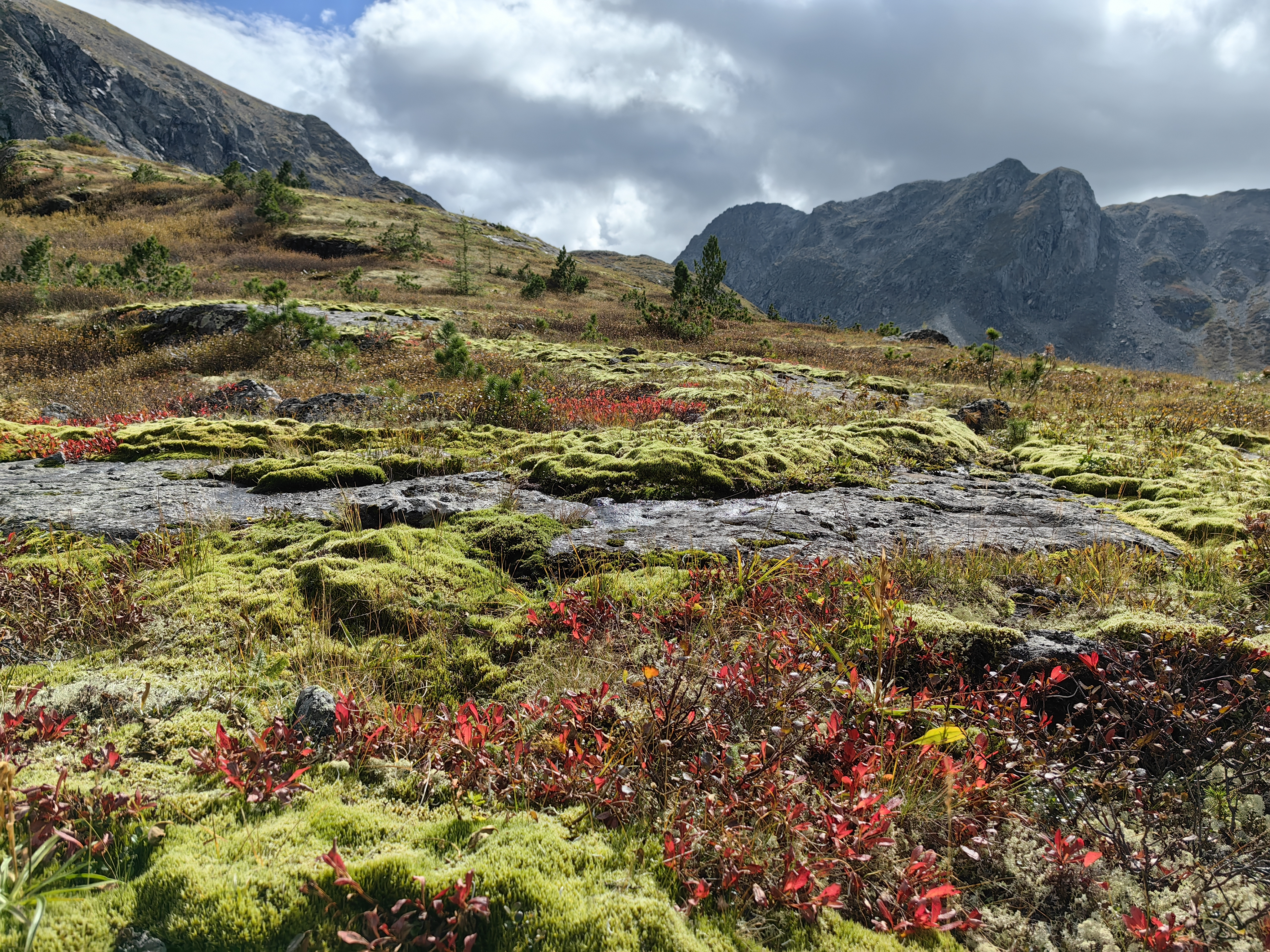
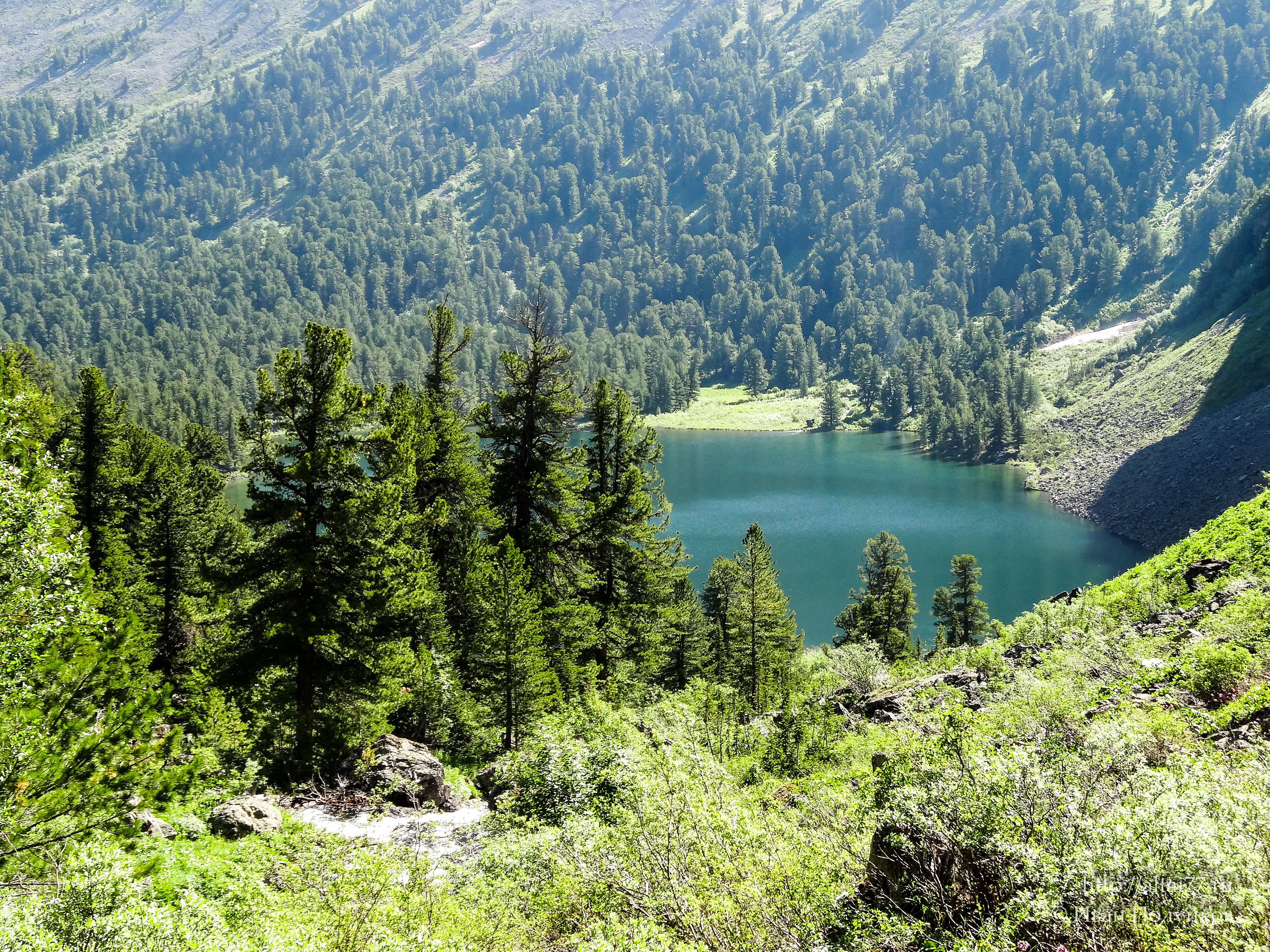
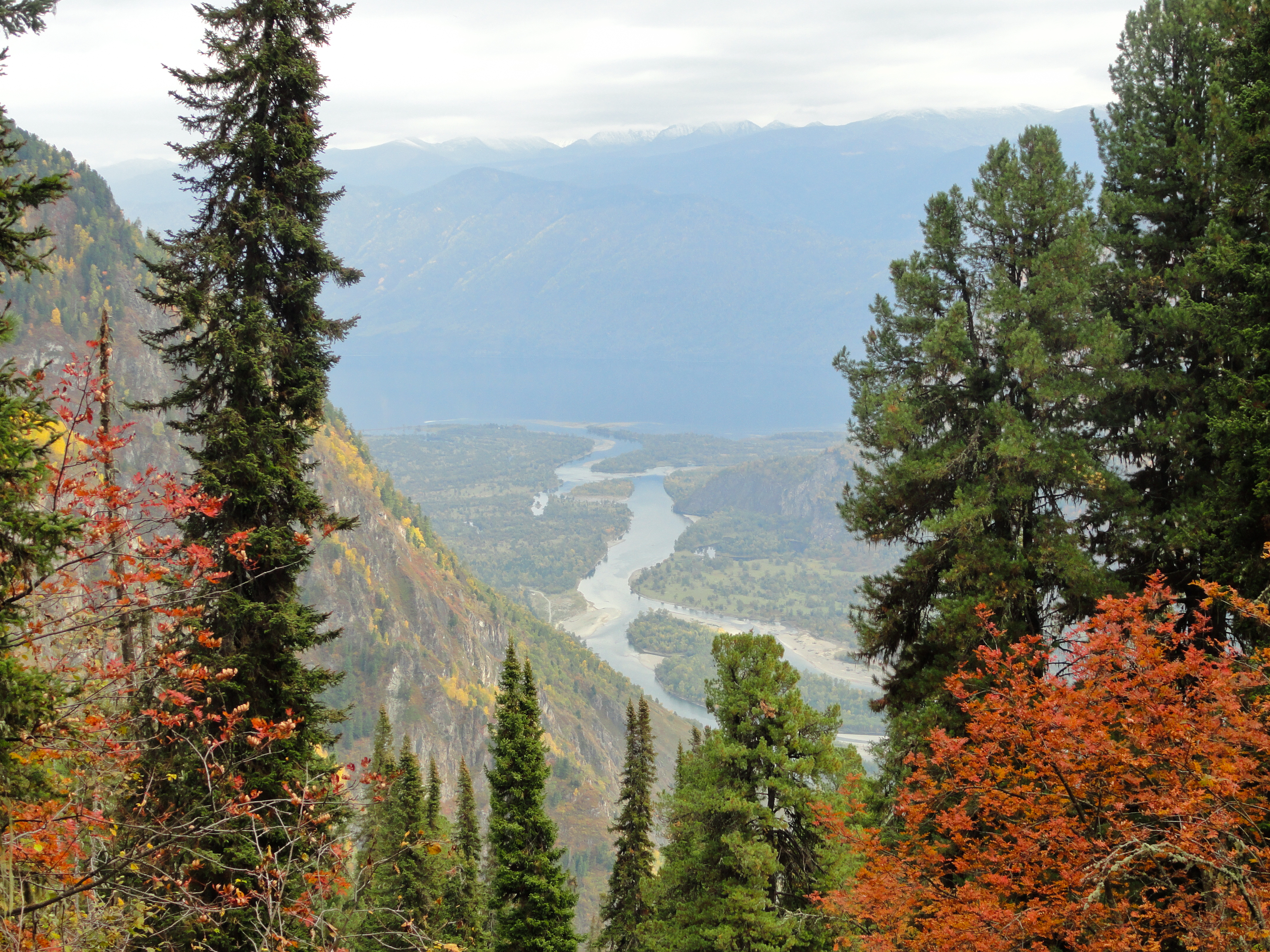
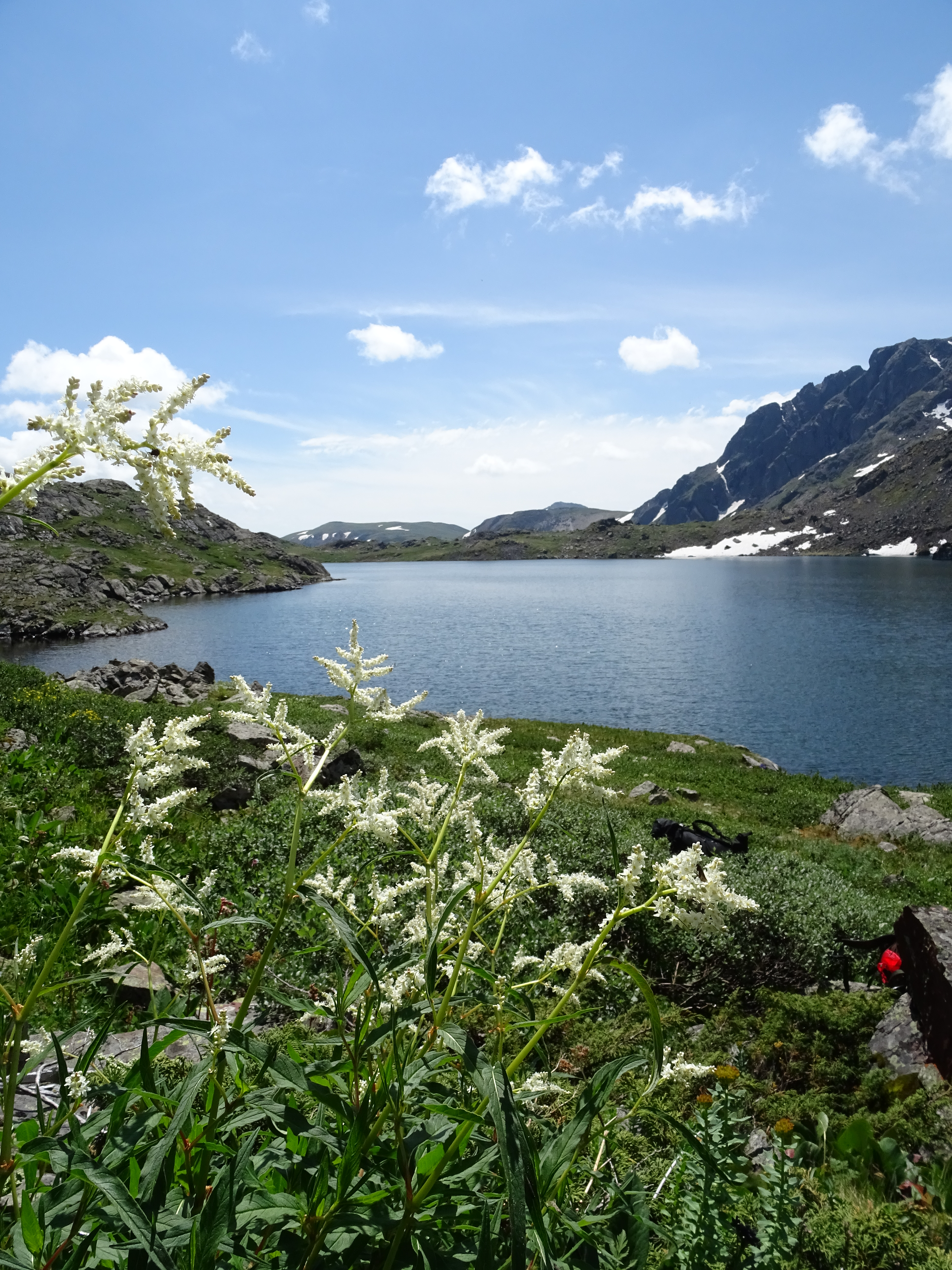
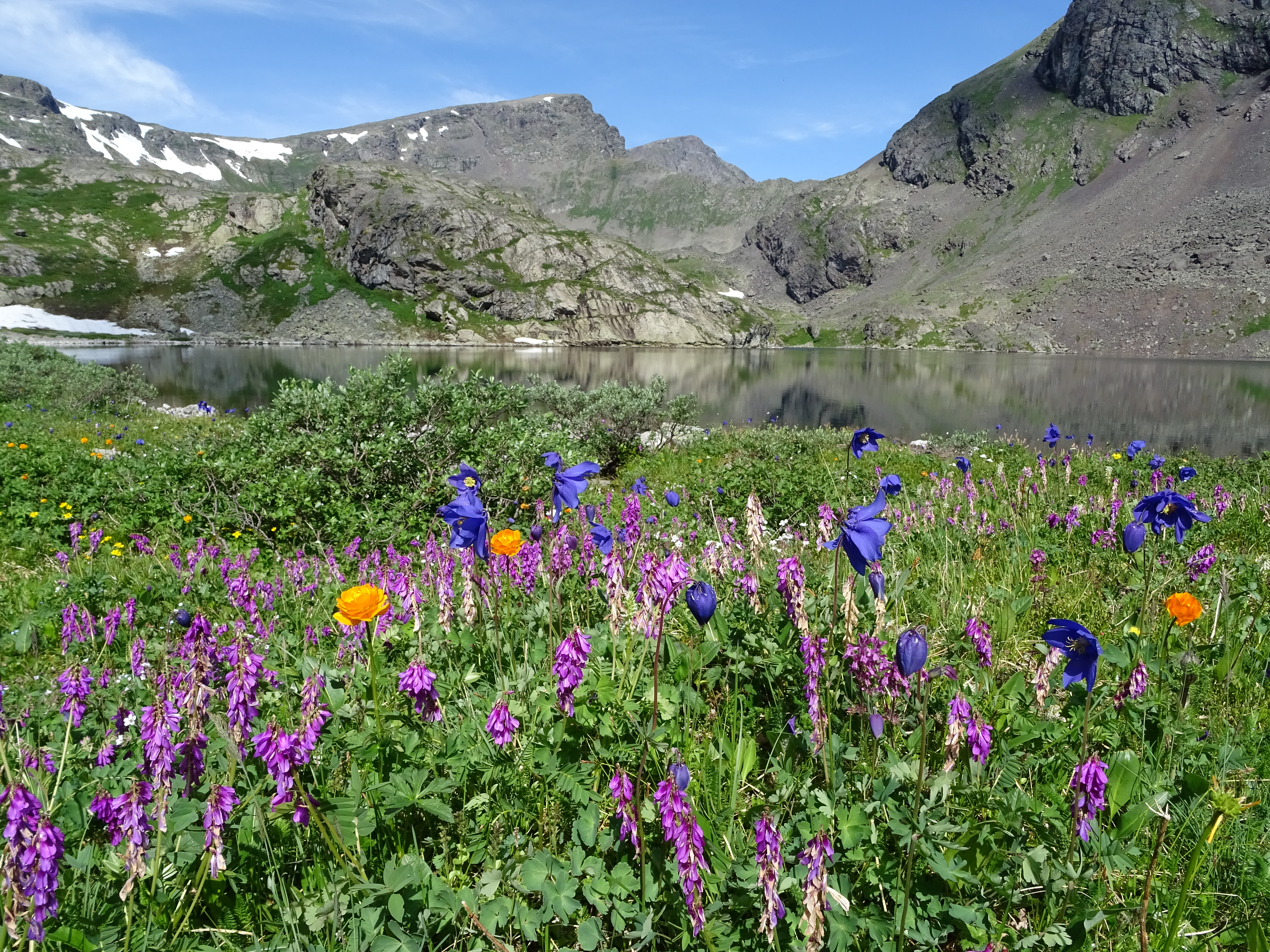
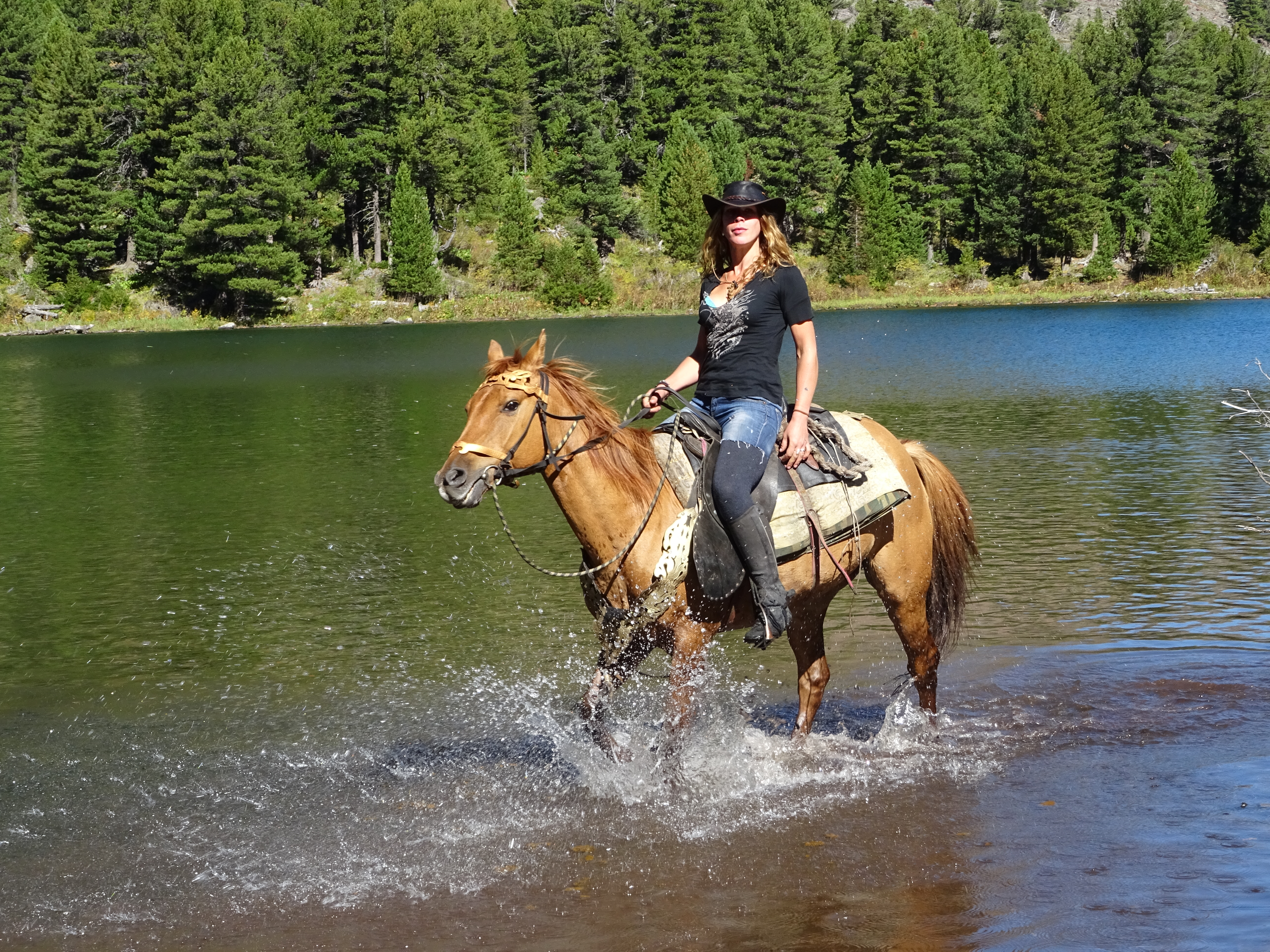
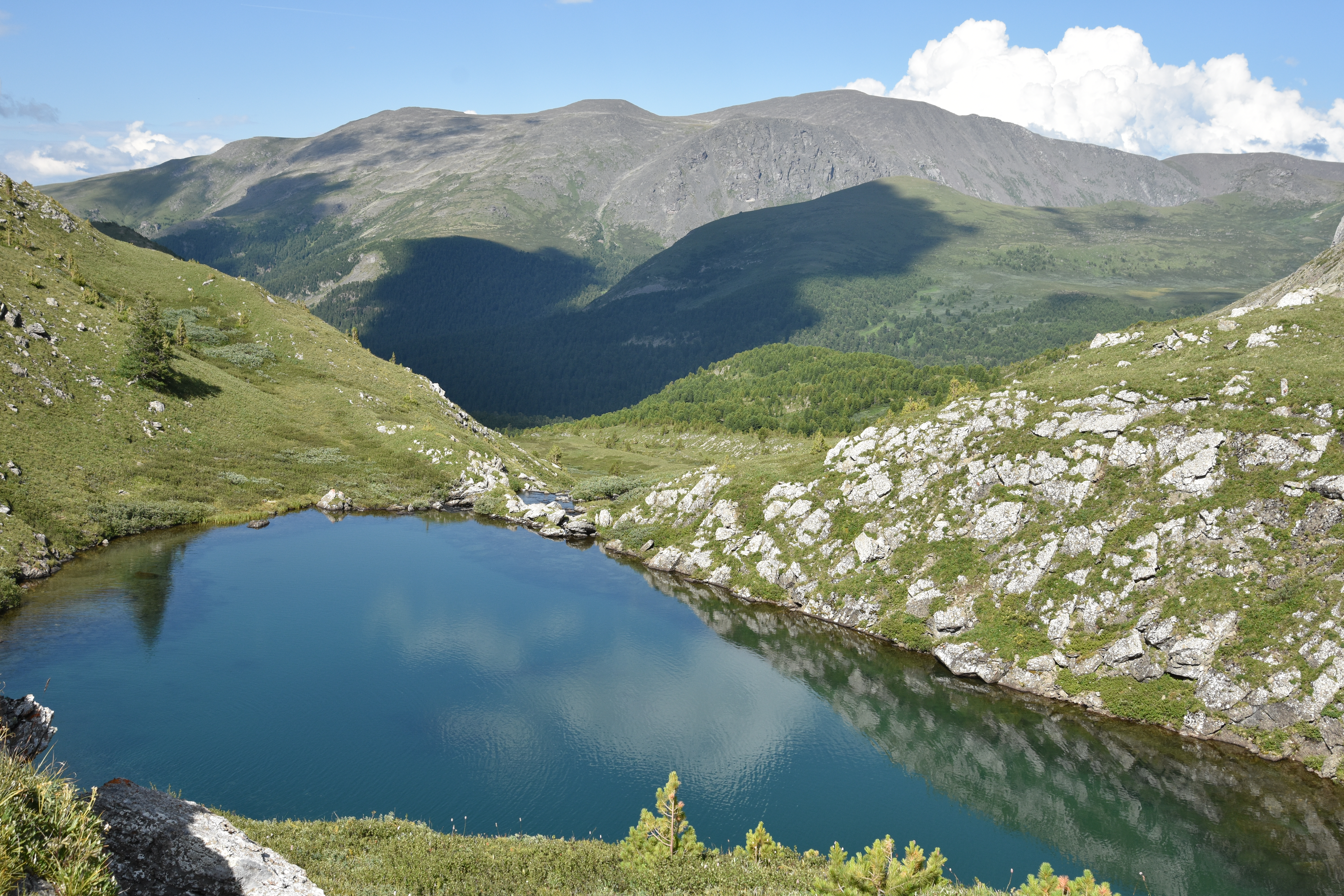
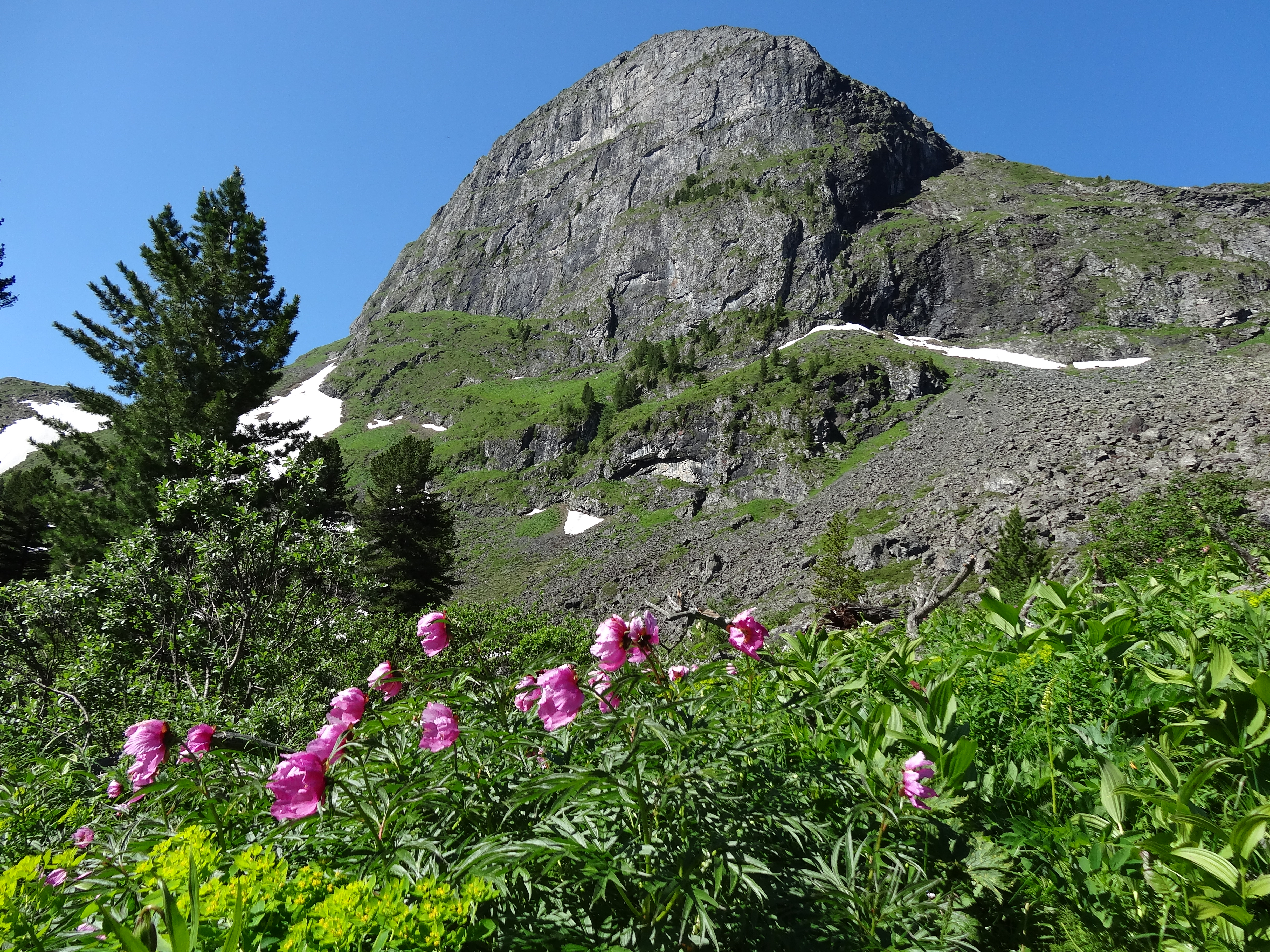
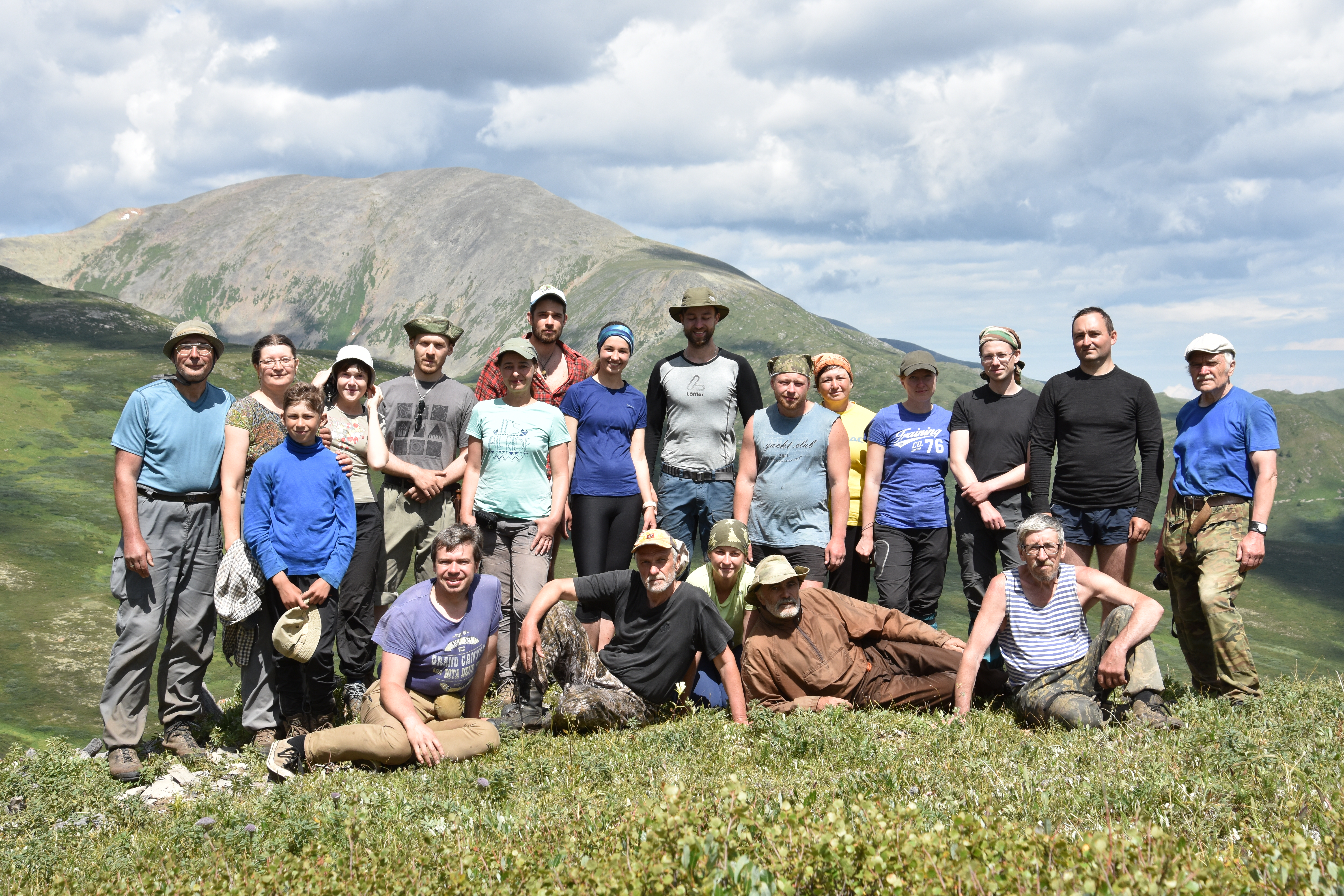
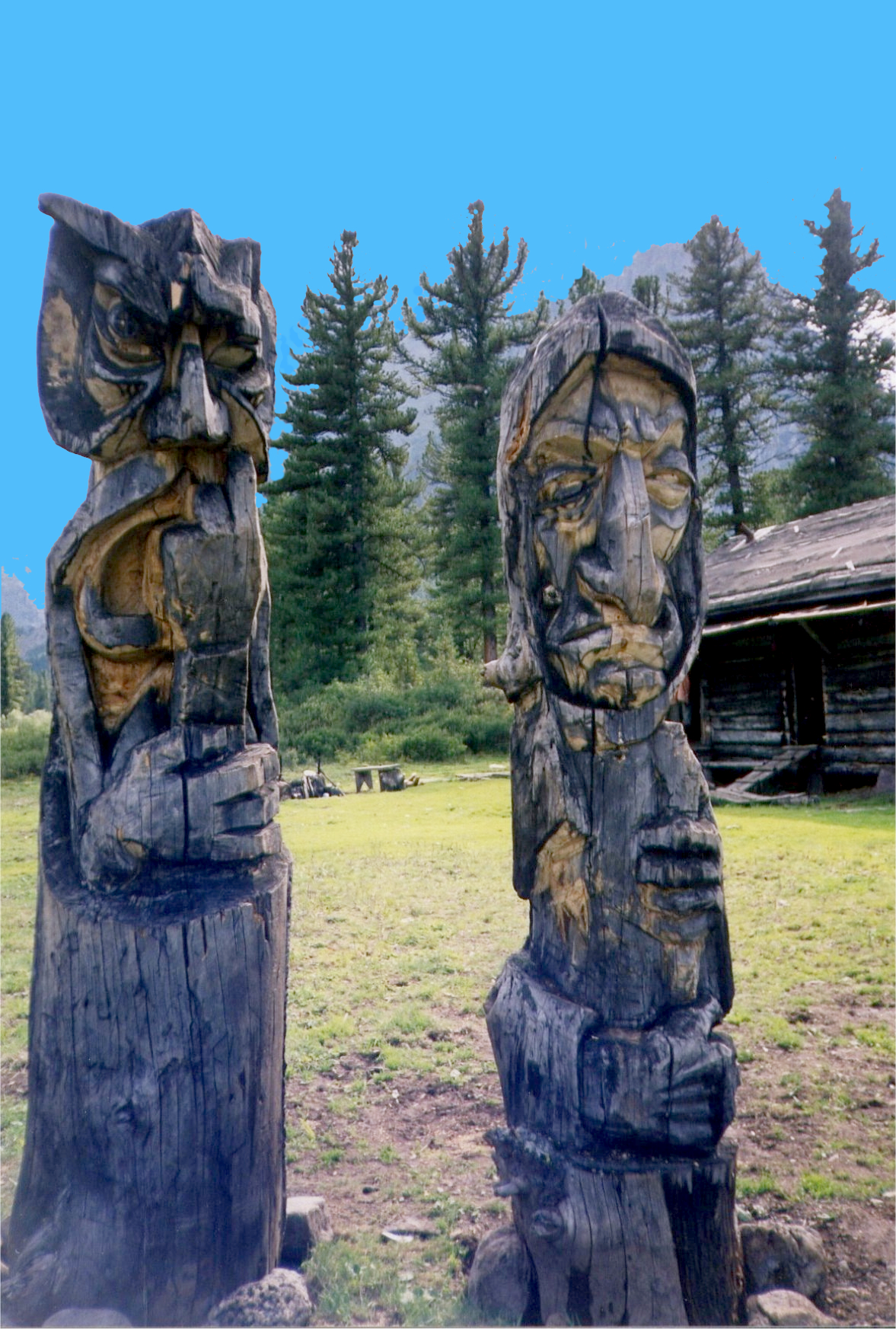